# 京阪神快速

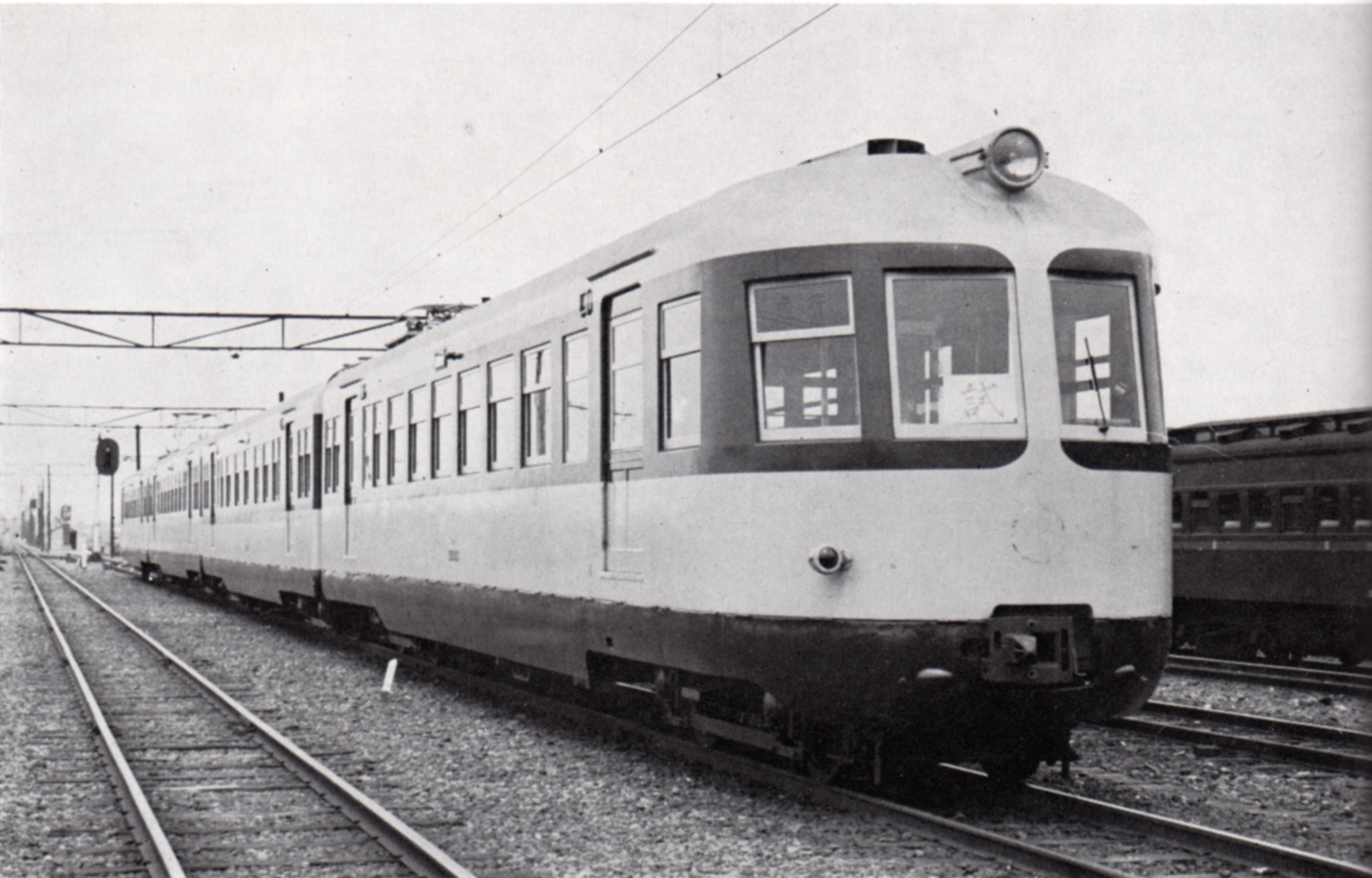
昭和初期の関西急電（52系）

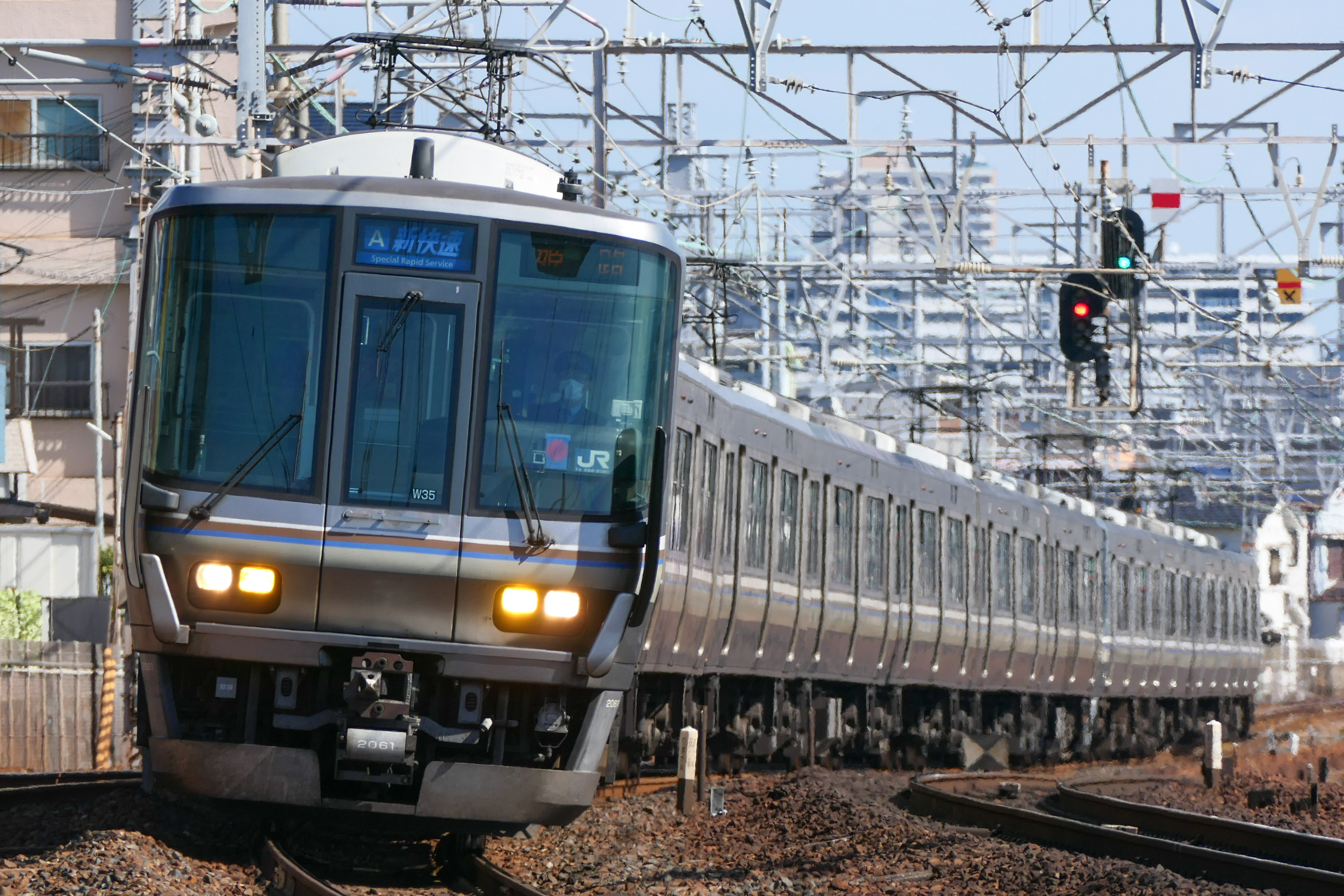
現代の新快速（223系2000番台）

京阪神快速（けいはんしんかいそく）は、かつての鉄道省・日本国有鉄道（国鉄）および現在の西日本旅客鉄道（JR西日本）が、京阪神地区の東海道本線・山陽本線・湖西線(北陸本線、赤穂線)で運行している快速・新快速、ならびにその前身にあたる急行電車（関西急電）を指す通称である。
本稿では、これらすべてを歴史に重点を置いて記述する。
なお本項では、JR西日本による愛称路線名設定（1988年3月13日）以降の出来事については、北陸本線米原駅 - 長浜駅間と東海道本線米原駅 - 京都駅間については「琵琶湖線」、東海道本線京都駅 - 大阪駅間を「JR京都線」、東海道本線大阪駅 - 神戸駅間と山陽本線神戸駅 - 姫路駅間については「JR神戸線」と記述する。

## 概要
京都・大阪・神戸の関西3大都市を結ぶ東海道・山陽本線は、1934年の吹田駅 - 須磨駅間の電化により、電化前に運転されていた京阪神間区間運転の快速列車及び普通列車を継承して、「急行電車」と「緩行電車」（京阪神緩行線）が運行されるようになった。この急行電車は大阪駅 - 神戸駅間を結ぶ電車であったが、1937年10月の京都駅 - 吹田駅間の電化により、運転区間が京都駅まで延伸された。
急行電車は太平洋戦争激化による戦時体制強化によって、1942年11月に一旦廃止されるが、戦後1949年4月に京都駅 - 大阪駅間で復活、6月には戦前同様神戸駅までの運転が再開された。1956年11月の米原駅 - 京都駅間の電化（東海道本線全線電化）までは京都駅 - 神戸駅間で運転されていたが、この米原駅までの電化と1958年の姫路駅までの電化によって運転区間が東西に拡大され、その後も電化区間の西進と客車普通列車の電車化によって運転区間が広がったことから、これまで担っていた京阪神緩行線との並走区間での速達列車としての役割に加え、中距離列車としての性格も帯びるようになった。この間の1957年9月には、「急行電車」の名称が運転区間の延長に伴って、既存の「急行列車」や「準急列車」との間で矛盾を生じたことから、名称を「快速電車」に変更した。その後現在に至るまで幾度か運転区間・運行形態の変更はあったが、基本的には、1964年の113系投入時点での運転区間（東端大垣駅 - 西端上郡駅・播州赤穂駅）の運行形態が踏襲され、概ね現在の快速の元となっていた。大垣駅 - 米原駅の直通が2016年3月26日をもって廃止され、現在に至っている。
1970年10月には、京阪神間におけるさらなる速達サービスによる需要喚起および流動創造を目的に、関西急電の再来ともいえる新快速が誕生した。
2016年3月26日現在、東海道・山陽本線系統の快速・新快速は、西は上郡駅・赤穂線播州赤穂駅まで、東は米原駅まで、北は北陸本線敦賀駅（福井県）まで運転されている。
「京阪神快速」の名称は、ほかの運行系統と記述を区別するときに用いられることがあるが、実際の旅客案内に用いられるものではない。しかし鉄道関連業界関係者や鉄道ファンの間では、草津～西明石の複々線区間の列車線を総称して「京阪神快速線」という呼称が頻繁に使われている。ちなみに同複々線区間の電車線は「京阪神緩行線」と呼ばれる事が多い。

### 路線環境

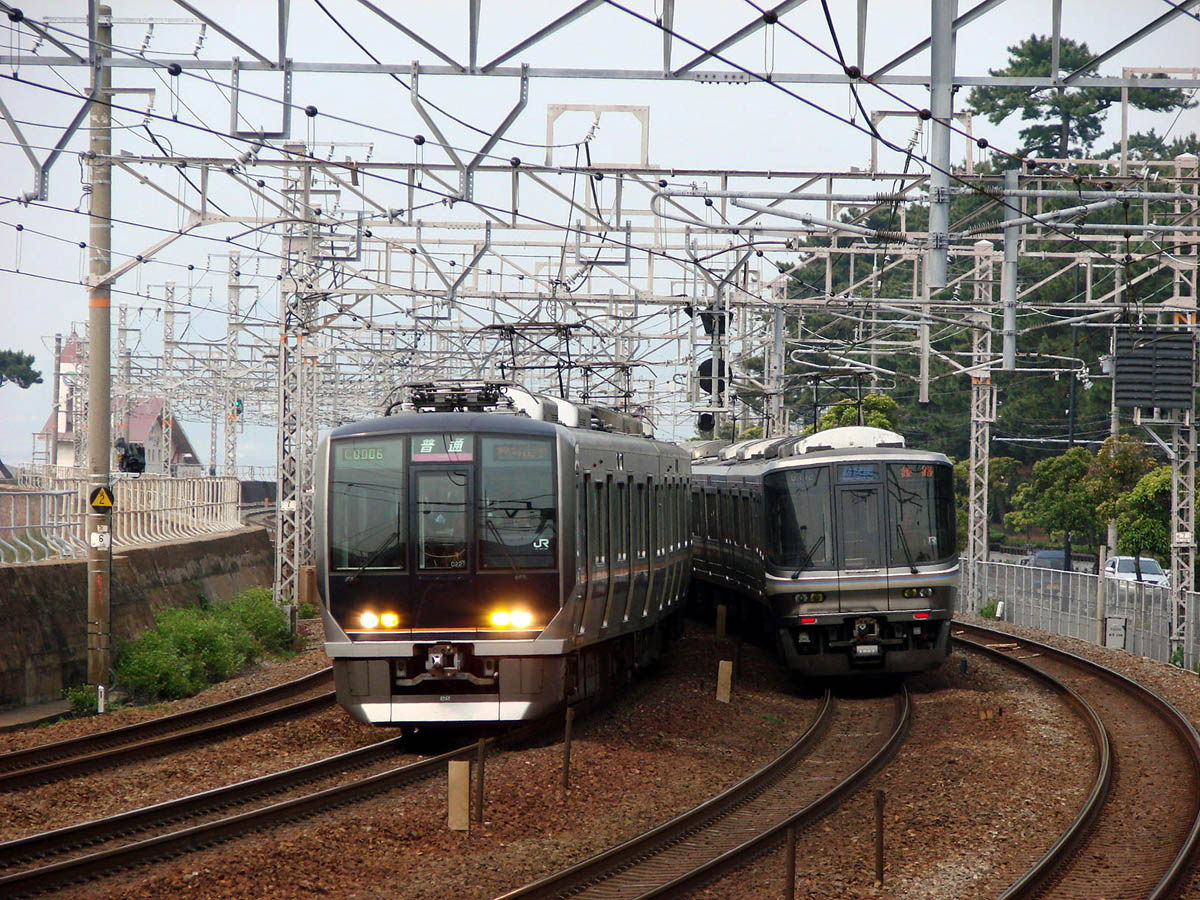
左側2線が電車線、右側2線が列車線の線路別複々線区間

東海道・山陽本線の京阪神地区では、草津駅 - 西明石駅間が複々線となっている。このうち、草津駅 - 新長田駅間は方向別複々線とし、線路の外側を外側線（列車線）と呼び、内側は内側線（電車線）と呼ばれている。
草津駅 - 京都駅間では内外ともに最高速度130 km/hであるが、京都駅 - 西明石駅間は外側線が130 km/h、内側線が120 km/hになっている。
兵庫駅 - 新長田駅間で内側線が下り外側線を南側へ乗り越え、兵庫駅 - 西明石駅間は線路別複々線となっている。電車線（南側）は快速・普通が使用し、列車線（北側）は原則的に特急列車や貨物列車と新快速が使用しているが、朝ラッシュ時には、舞子駅・垂水駅・須磨駅を通過する快速も運転されている。
新快速は西明石駅 - 京都駅間では原則外側線・列車線を、草津駅 - 京都駅間では多くが内側線を走る。
外側線・列車線と内側線・電車線の使い分けは歴史的にも変化し、現在は効率的な運行のためにかなり複雑なものとなっている。

## 運行形態
快速は京都駅を越えて琵琶湖線へ直通し高槻駅（朝ラッシュ時は京都駅） - 野洲駅・米原駅間と明石駅 - 加古川駅・網干駅間で普通として運転されている。大阪駅から東は野洲駅・米原駅・長浜駅・近江塩津駅まで、西は西明石駅・加古川駅・姫路駅・網干駅・上郡駅・播州赤穂駅まで。一部の快速は大阪駅を始発・終着駅としている。朝には北陸本線経由の近江塩津発着（平日は姫路発近江塩津行き1本、土休日は近江塩津発加古川行き1本）や安土発の列車、草津線・湖西線（いずれも平日のみ）からの直通列車がある。草津線と湖西線から直通する列車は各線内は普通として運行される。
また、福知山線と片町線は一部直通する。快速の最長運行列車は上郡駅 - 米原駅間(233.2km)で、朝に上郡発米原行きが1本、夜に米原発上郡行きが2本運行されている。
JR京都線では全区間を快速運転（長岡京駅・高槻駅・茨木駅・新大阪駅のみに停車：高槻駅 - 大阪駅間は外側線を走行）する列車もある。かつてはほぼ終日運転だったがダイヤ改正を重ねるにつれて運転時間帯は縮小し、現在は早朝上下列車・朝ラッシュ時下りのみの運転になっている。JR神戸線では列車・外側線（舞子駅・垂水駅・須磨駅は通過）を走行する快速が、平日は朝ラッシュ時の大阪・京都方面行きの全列車、土曜・休日は朝の上り大阪行き2本のみ設定されている。JR神戸線・京都線ともに平日朝ラッシュ時は8分間隔で大阪駅に向けて運行されている。JR京都線で全区間快速運転する列車は芦屋駅または兵庫駅で電車線に移り、須磨駅・垂水駅・舞子駅に停車する。逆にJR神戸線上り外側快速は高槻駅で内側線に移り、種別幕も「普通」に変更して運転している。
大阪駅を発着しJR宝塚線に直通する丹波路快速・快速・区間快速は塚本駅を通過、東西線・学研都市線に直通する快速・区間快速はJR神戸線内は各駅に停車するので、普通電車に変更して運転している。
日中以降は高槻駅 - 西明石駅間で快速運転、高槻駅 - 野洲駅・米原駅間と西明石駅 - 加古川駅・網干駅間は各駅に停車する「普通」として運転している。この時間帯の1時間の本数は下記の通りである。
- JR神戸線：大阪駅 - 加古川駅間は4本、加古川駅 - 姫路駅・網干駅間は2本。
- JR京都線・琵琶湖線：大阪駅 - 野洲駅間は4本、野洲駅 - 米原駅間は2本。

高槻駅・大阪駅・芦屋駅・須磨駅で普通と、加古川駅で新快速と接続する。野洲駅では米原方面の上りのみ新快速と接続し、朝晩には近江八幡駅（京都・大阪方面の下りのみ）・能登川駅（米原方面の上りのみ）でも緩急接続がある。また尼崎駅ではJR東西線 - JR宝塚線の快速列車と同じホームで接続する。大阪発着のJR宝塚線快速との接続が計られている列車もあるが朝ラッシュ時以外は同じホームでの接続にはならない。
新快速は、敦賀駅 - 播州赤穂駅・上郡駅間で、北陸本線・琵琶湖線経由または湖西線経由で運転されている。

### 停車駅
凡例
●：全列車停車
 ……：この区間は各駅に停車
 -：全列車通過
福知山線に直通する丹波路快速・快速・区間快速は塚本を通過するだけなので省略。
JR東西線、学研都市線（片町線）に直通する快速、区間快速は当区間は各駅に停車するので省略。
| 停車駅  | 敦賀駅 |    | 近江塩津駅 |    | 長浜駅 |    | 米原駅 | 彦根駅 |    | 能登川駅 |    | 近江八幡駅 |    | 野洲駅 | 守山駅 |    | 草津駅 | 南草津駅 |    | 石山駅 |    | 大津駅 | 山科駅 | 京都駅 |    | 長岡京駅 |    | 高槻駅 |   | 茨木駅 |   | 新大阪駅 | 大阪駅 |
| 新快速  | ●      | …… | ●          | …… | ●      | …… | ●      | ●      | -  | ●        | -  | ●          | -  | ●      | ●      | -  | ●      | ●        | -  | ●      | -  | ●      | ●      | ●      | -  | -        | -  | ●      | - | -      | - | ●        | ●      |
| 快速(M) |        |    |            |    |        |    | ●      | ●      | …… | ●        | …… | ●          | …… | ●      | ●      | …… | ●      | ●        | …… | ●      | …… | ●      | ●      | ●      | …… | ●        | …… | ●      | - | ●      | - | ●        | ●      |
| 快速(K) |        |    |            |    | ●      | …… | ●      | ●      | …… | ●        | …… | ●          | …… | ●      | ●      | …… | ●      | ●        | …… | ●      | …… | ●      | ●      | ●      | -  | ●        | -  | ●      | - | ●      | - | ●        | ●      |
| 快速(T) |        |    | ●          | …… | ●      | …… | ●      | ●      | …… | ●        | …… | ●          | …… | ●      | ●      | …… | ●      | ●        | …… | ●      | …… | ●      | ●      | ●      | …… | ●        | …… | ●      | - | ●      | - | ●        | ●      |

- 快速(M)：快速区間（高槻 - 西明石）、平日朝ラッシュ時上りのみ運転
- 快速(K)：快速区間（京都 - 西明石）、朝時間帯まで運転
- 快速(T)：快速区間（高槻 - 西明石）、朝上り、日中以降に運転

| 停車駅               | 敦賀駅 |    | 近江舞子駅 |    | 堅田駅 | おごと温泉駅 | 比叡山坂本駅 |    | 大津京駅 | 山科駅 | 京都駅 |
| 新快速               | ●      | …… | ●          | -  | ●      | -            | ●            | -  | ●        | ●      | ●      |
| 快速（湖西線）       | ●      | …… | ●          | -  | ●      | ●            | ●            | -  | ●        | ●      | ●      |
| 快速（湖西線内普通） |        |    | ●          | …… | ●      | ●            | ●            | …… | ●        | ●      | ●      |

- 近江舞子発大阪行きの快速は平日のみ運転。琵琶湖線と同様に各駅停車区間（近江舞子 - 高槻間）では普通と案内される。
- 敦賀駅発着の快速は大阪・姫路方面行きは山科駅から、大阪発は京都駅まで新快速として運転。敦賀駅 - 近江舞子駅間の各駅停車区間でも快速と案内される[注 9]。

| 停車駅       | 大阪駅 |   | 尼崎駅 |   | 西宮駅 |   | 芦屋駅 |   | 住吉駅 | 六甲道駅 |   | 三ノ宮駅 | 元町駅 | 神戸駅 | 兵庫駅 |   | 須磨駅 |   | 垂水駅 | 舞子駅 |   | 明石駅 | 西明石駅 |    | 加古川駅 |    | 姫路駅 |    |
| 新快速       | ●      | - | ●      | - | -      | - | ●      | - | -      | -        | - | ●        | -      | ●      | -      | - | -      | - | -      | -      | - | ●      | ●        | -  | ●        | -  | ●      | …… |
| 快速(M)      | ●      | - | ●      | - | ●      | - | ●      | - | ●      | ●        | - | ●        | ●      | ●      | ●      | - | -      | - | -      | -      | - | ●      | ●        | …… | ●        | …… | ●      | …… |
| 快速(K)・(T) | ●      | - | ●      | - | ●      | - | ●      | - | ●      | ●        | - | ●        | ●      | ●      | ●      | - | ●      | - | ●      | ●      | - | ●      | ●        | …… | ●        | …… | ●      | …… |

- 快速(M)：快速区間（高槻 - 西明石）、平日朝ラッシュ時上りと土休日朝の上り大阪行き2本のみ運転
- 快速(K)：快速区間（京都 - 西明石）、朝時間帯まで運転
- 快速(T)：快速区間（高槻 - 西明石）、朝上り、日中以降に運転
  - 快速(M)はJR神戸線内の複々線区間の全区間において列車線を走行するため舞子駅・垂水駅・須磨駅の3駅を通過する。3駅通過の列車は番号が5700番台になっている。
  - このほか、早朝に神戸 - 西明石間の電車線において輸送障害が発生した際には京都 - 西明石間で快速運転を行い、舞子駅・垂水駅・須磨駅を通過する快速（通称：快速(MK)）が運転されることがある。

＜参考＞JRおでかけネットでの快速の区別表記（2022年まで）
●東海道線・山陽線下り
- 快A =　快速（快速区間 高槻 - 明石間）
- ※快B =　快速（快速区間 高槻 - 明石間 須磨、垂水、舞子通過）
- 快C =　快速（快速区間 京都 - 明石間）
- ※快D =　快速（快速区間 京都 - 明石間 須磨、垂水、舞子通過）
- 快E =　快速（快速区間 高槻 - 大阪間）
- 快F =　快速（快速区間 京都 - 大阪間）

●山陽線・東海道線上り
- 快G =　快速（快速区間 明石 - 高槻間）
- 快H =　快速（快速区間 明石 - 高槻間 舞子、垂水、須磨通過）
- 快I =　快速（快速区間 明石 - 京都間）
- ※快J =　快速（快速区間 明石 - 京都間 舞子、垂水、須磨通過）
- ※快K =　快速（快速区間 大阪 - 高槻間）
- 快L =　快速（快速区間 大阪 - 京都間）
- ※快M =　快速（快速区間 明石 - 大阪間）
- 快N =　快速（快速区間 明石 - 大阪間 舞子、垂水、須磨通過）

●湖西線下り
- ※快O =　快速（大阪から新快速）
- ※快P =　快速（京都から新快速）
- 快Q =　快速（山科から新快速）
- 快E =　快速（快速区間 高槻 - 大阪間）
- ※快F =　快速（快速区間 京都 - 大阪間）

●草津線下り
- 普E =　普通（草津から快F）

※印のついているものは2022年9月23日時点で定期列車の設定がないパターンを示す
＜参考＞JRおでかけネットでの快速の区別表記（2023年以降）
●草津線・湖西線・東海道線・山陽線下り
- 快◎ =　快速（山科から新快速）
- 普▼ =　普通（京都から快速）
- 普● =　普通（高槻から快速）

●山陽線・東海道線・湖西線上り
- 新◎ =　新快速（京都から快速）
- 快▲ =　快速（島本・山崎・向日町・桂川・西大路通過）
- 快★ =　快速（舞子・垂水・須磨通過）
- 普★ =　快速（西明石から快速、舞子・垂水、須磨通過）
- 普● =　快速（西明石から快速）

## 使用車両
電化当初に投入された42系と「流電」で知られる52系の両形式とも、昭和初期の省線電車を代表する高速性能に優れた中長距離向け車両であり、戦後も80系・113系と、その当時を代表する国電の中長距離向け電車が登場初期に急電・快速に投入された。
新快速は当初113系で運転を開始したが、約1年半で急行用の153系に置き換えられた。その後、国電としてはきわめて異例な地域特定車両として、117系が登場した。
国鉄分割民営化後に登場した221系で、再び新快速・快速用の車両が共通化された。221系は現在新快速・快速運用から退いているが、快速限定の223系6000番台を除き、後継の223系1000番台・ 2000番台・225系0番台・ 100番台は、新快速・快速共通で運用されている。ただし新快速を基本8+4の12両としたため、223系2000番台と225系100番台に存在する6両編成は新快速での定期運用を持っていないほか、Aシート車(223系1000番台、225系700番台)を連結する編成は定期ダイヤでは新快速のみでの運用となっている。

### 現在の車両
快速・新快速ともに網干総合車両所所属の223系1000番台・ 2000番台、225系0番台・ 100番台が使用されており、6・8・10・12両編成で運転されている。新快速と朝ラッシュ時の223系・225系使用の快速では130 km/h運転を行っている。
- 223系1000番台・2000番台 : 1995年8月[注 11] -
- 223系6000番台 : 2008年1月 - 2021年9月,2023年2月-
- 225系0番台・100番台 : 2010年12月[注 12] -

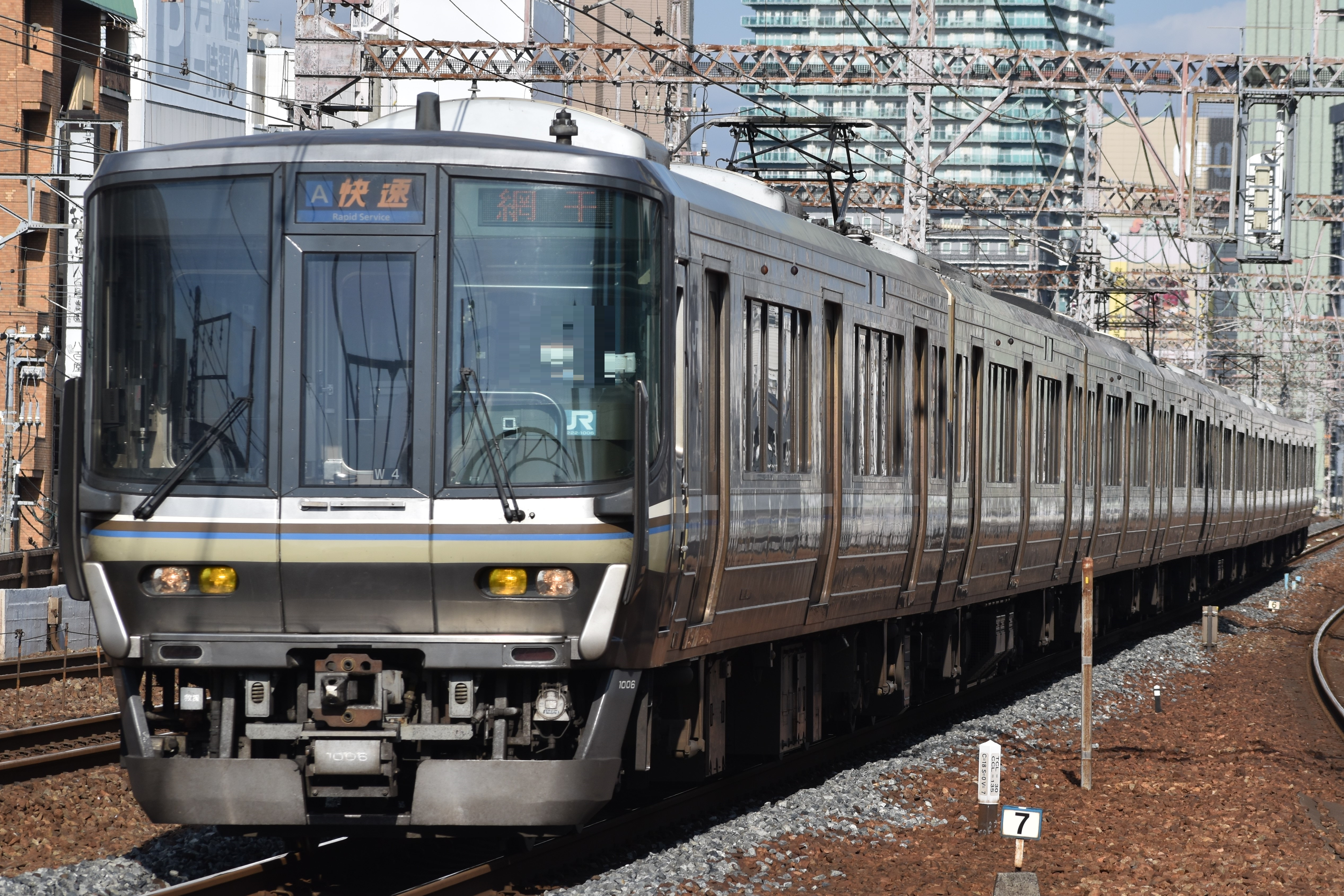
223系1000番台
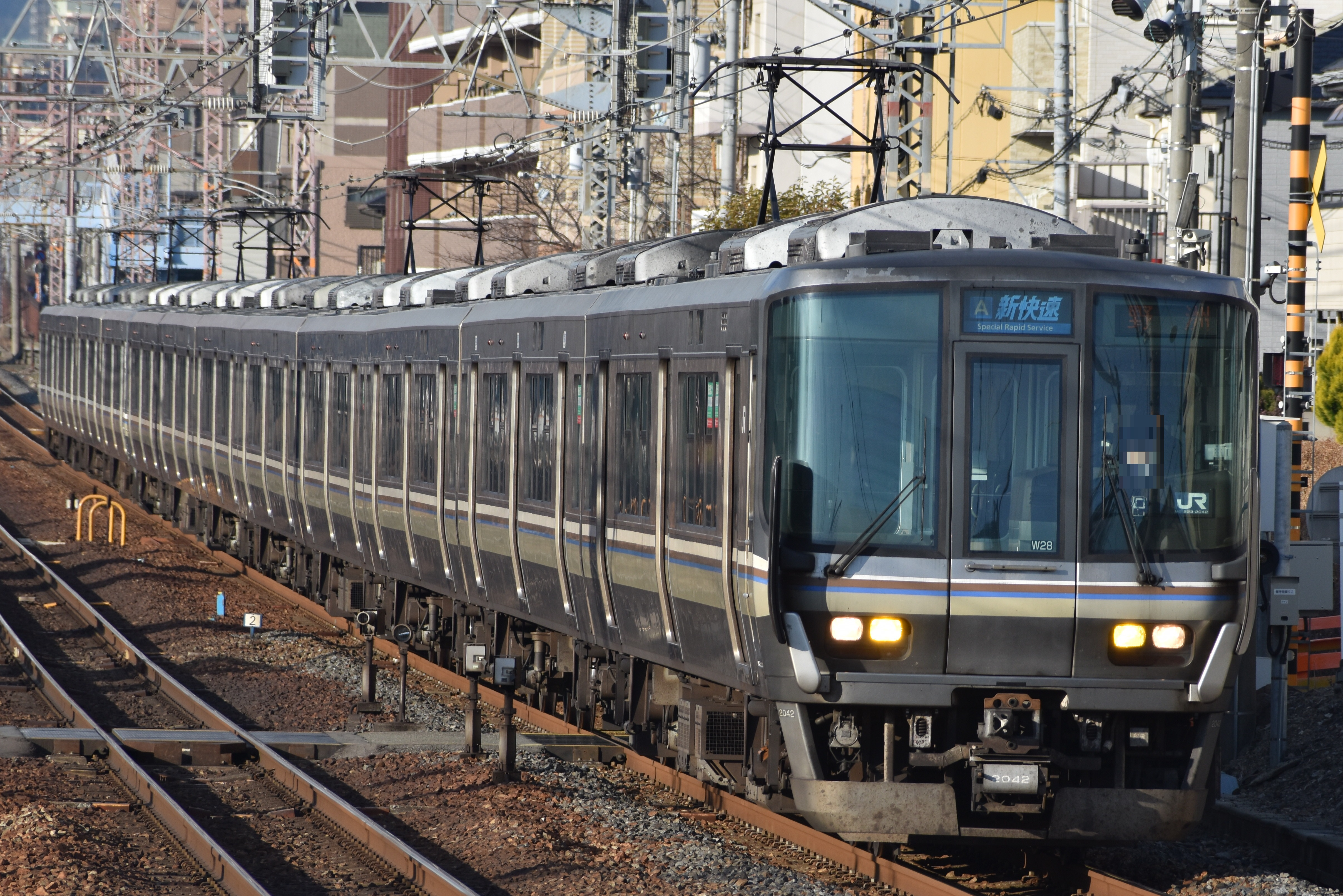
223系2000番台
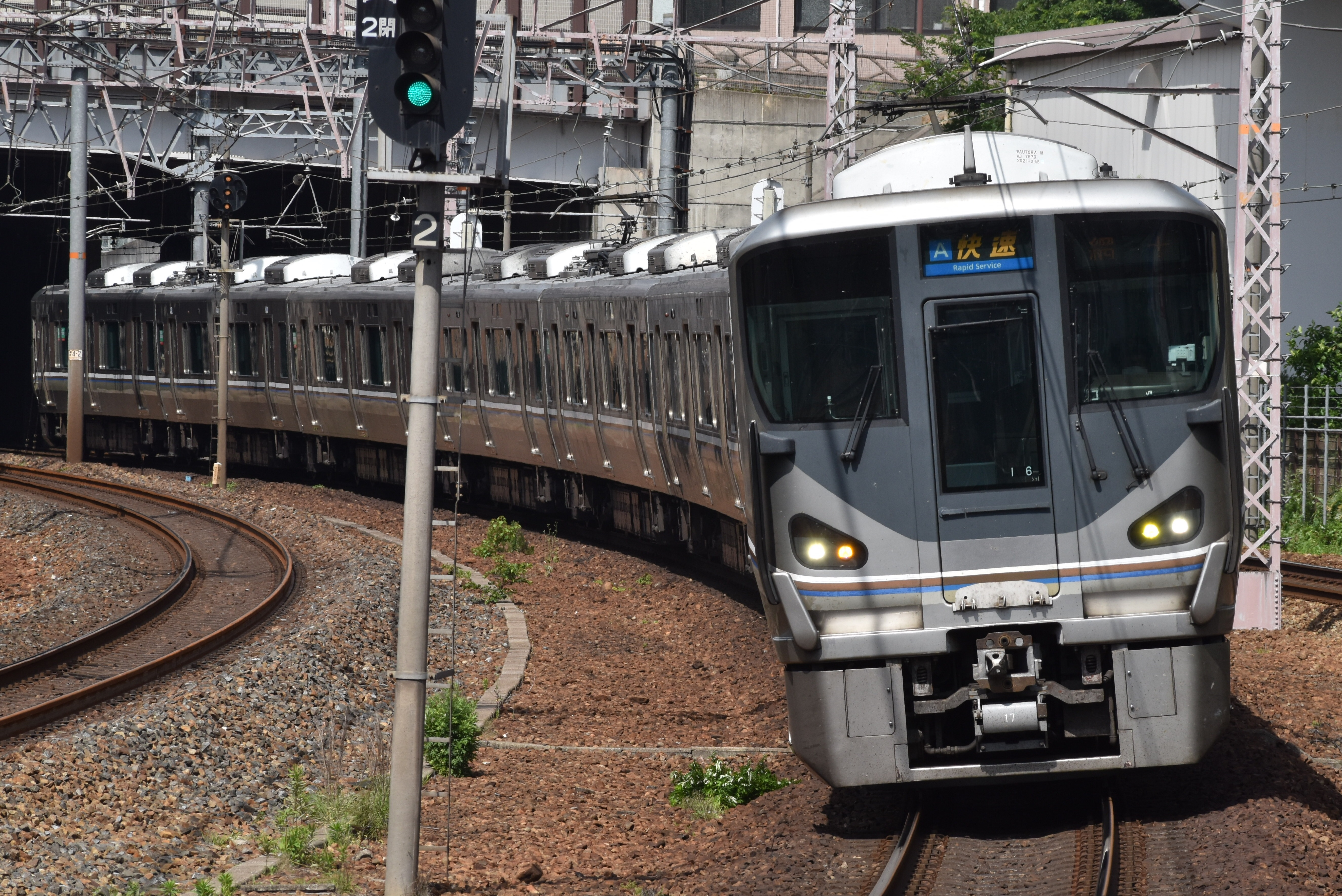
225系0番台
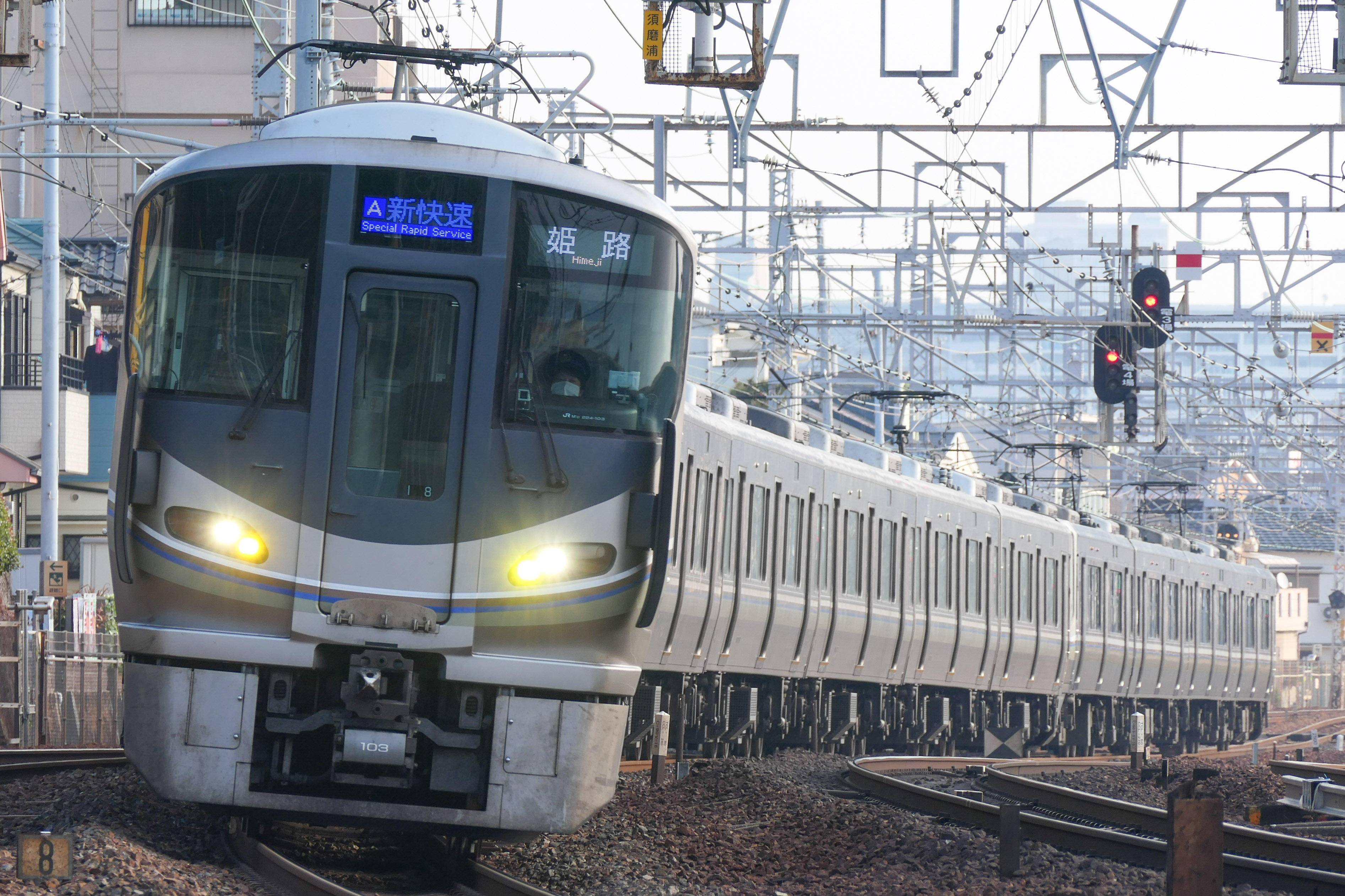
225系100番台（2次車）

### 過去の車両
京阪神地区の電化に際し、当初投入された42系は、急行・緩行の双方の運用に対応できる20 m2扉のクロスシート車で、高速性能に優れていた。電化後、当時としては画期的な流線型の52系を投入、翌1937年に投入された2編成は省線電車初の広窓を採用し、同年10月の京都駅までの電化区間延伸に際して増備された半流モハ43型の2編成とともに昭和初期の関西急電の主力となった。
戦後1949年に復活した急電は、当初は42・52系を使用していたが、1950年8月に運用を開始した80系に置き換えられ、同年10月には横須賀・阪和の各線に転出した。80系はその後も増発や電化区間の拡大に際して増備を重ね、1950年代から1960年代前半にかけて急電・快速の主力として運用された。しかし、比較的短区間の利用が増加したことや、新幹線乗り換え客（大阪 - 新大阪間）の流動円滑化のため、1964年から113系への置き換えを開始し、1968年9月に快速用80系の置き換えを完了したが、1972年3月まで、長距離客車普通列車を電車化した、岡山・広島方面から大阪駅まで乗り入れる80系の運用が残存していた。113系は1981年まで増備され、1992年に転入してきた115系とともに2004年まで、40年の長きにわたって快速運用に充当された。
153系は、東海道本線東京・名古屋地区の同形式がそうであったように、1972年3月までは急行・準急の間合い運用で快速運用に充当された。京阪神快速では、急行「はりま」と、「鷲羽」・「とも」の間合い運用で朝夕ラッシュ時の快速を中心に運用された。この運用は、宮原電車区所属の153系が充当されたが、「はりま」の運用によっては、田町電車区の153系が充当されることもあった。1972年3月に山陽新幹線が岡山駅まで開通し、それに伴うダイヤ改正で大阪・新大阪・京都各駅発着の山陽本線の昼行電車急行が激減したことから、153系の快速運用は新快速の間合い運用に変更となり、後継の117系にも継承された。なお、変わった例として、1964年 - 1965年に大垣電車区所属の準急「東海」用の12両編成が京都駅までの普通運用に充当されて、京阪神快速の運転区間に乗り入れていたことがある。
- 42系 : 1934年 - 1942年、1949年 - 1950年
- 52系 : 1936年 - 1942年、1949年 - 1950年
- 51系:1937年 - 1942年[注 19]
- 80系 : 1950年 - 1972年
- 113系 : 1964年 - 2004年[注 20]
- 153系 : 1960年代 - 1980年[注 21]
- 117系 : 1980年 - 1999年[注 22]
- 115系 : 1992年 - 2004年[注 23]
- 221系 : 1989年3月 - 2024年[4]

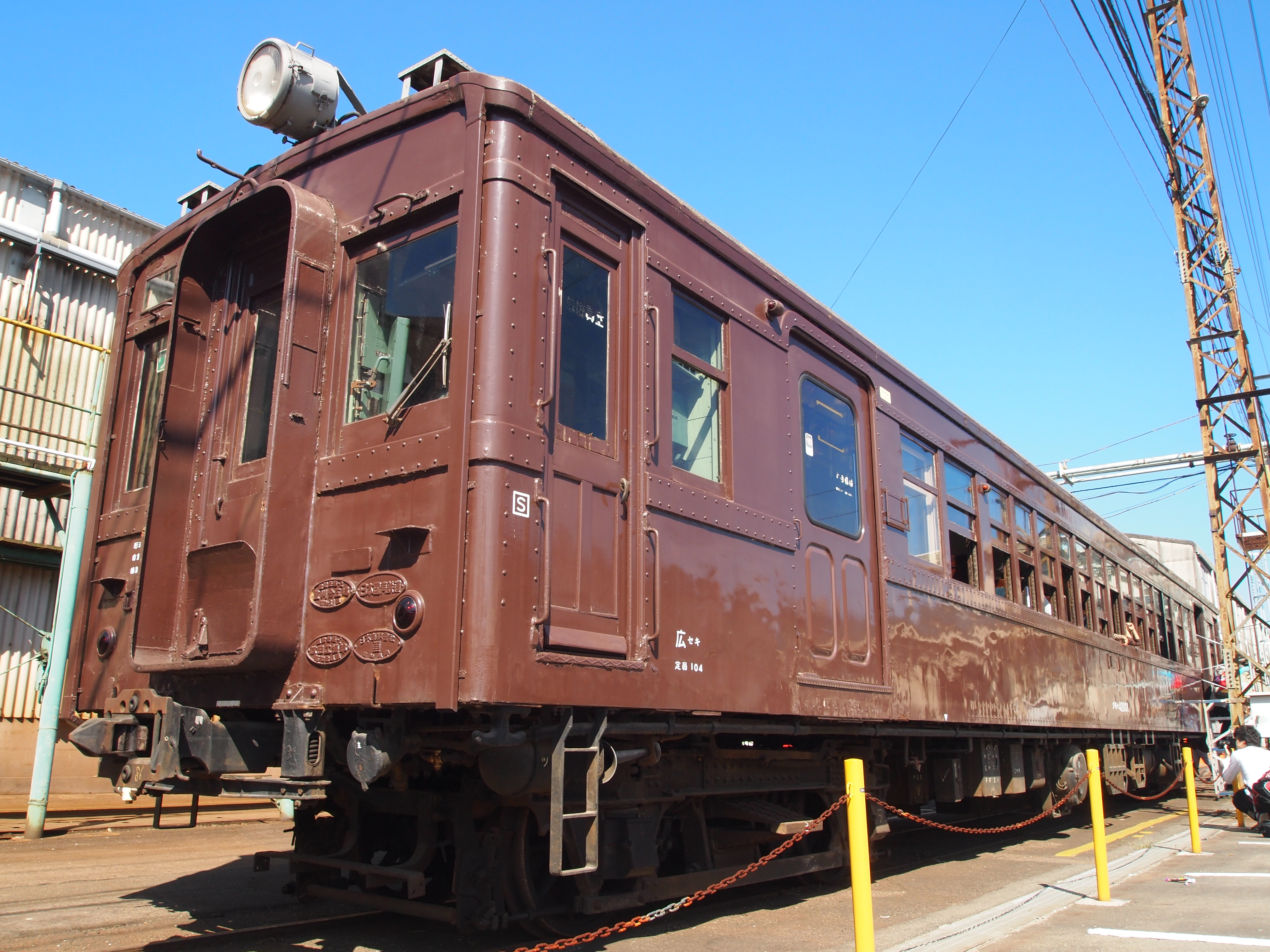
クモハ42形（保存車）
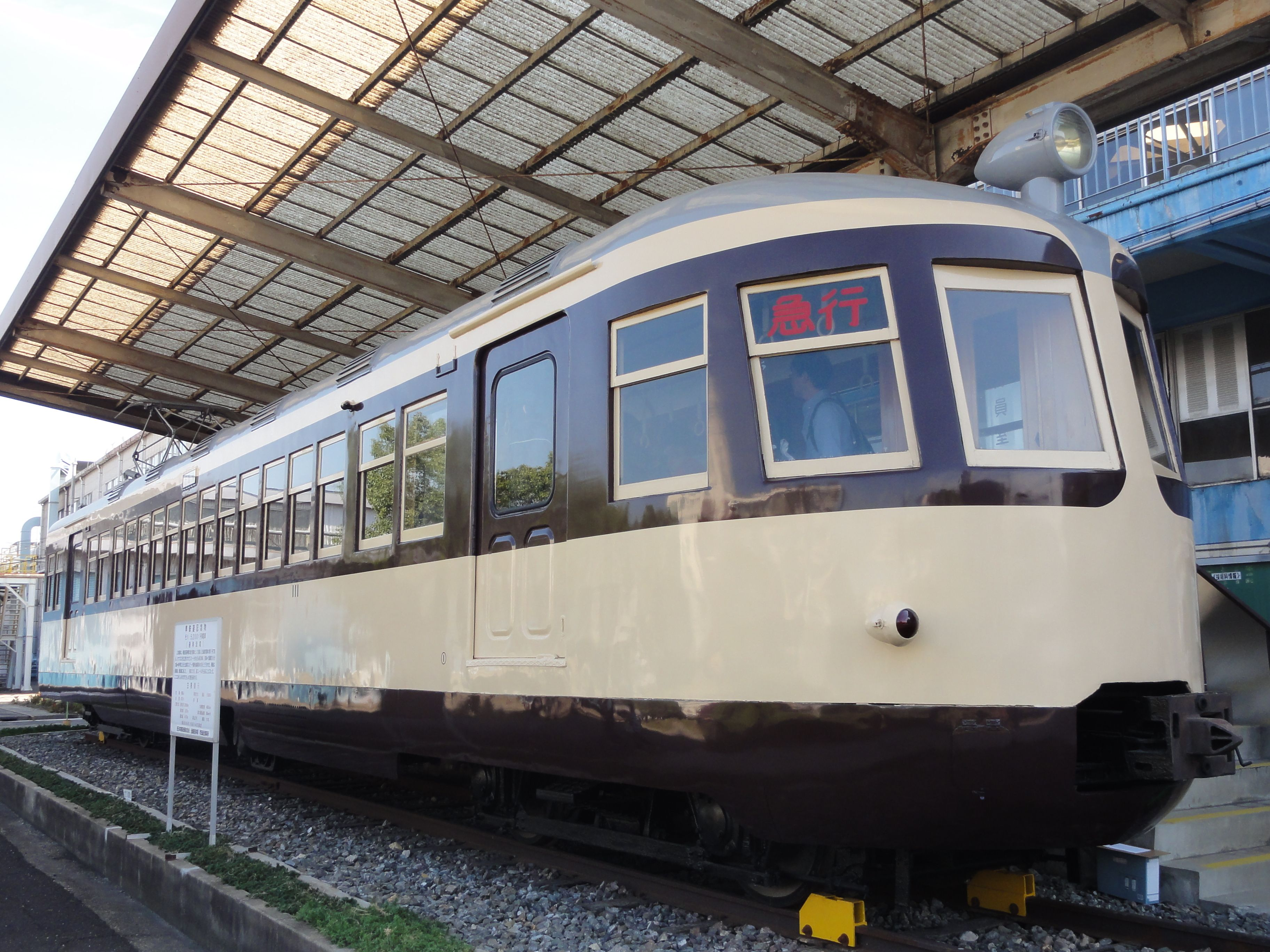
クモハ52形（保存車）
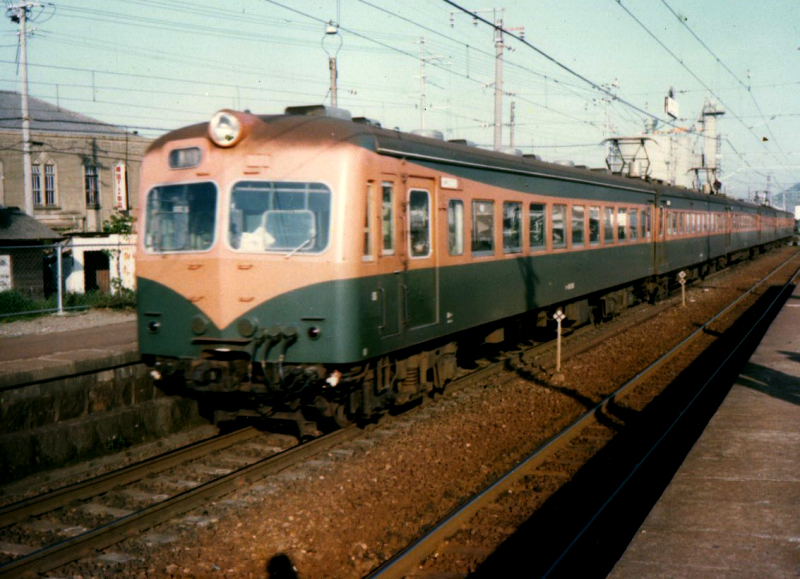
80系
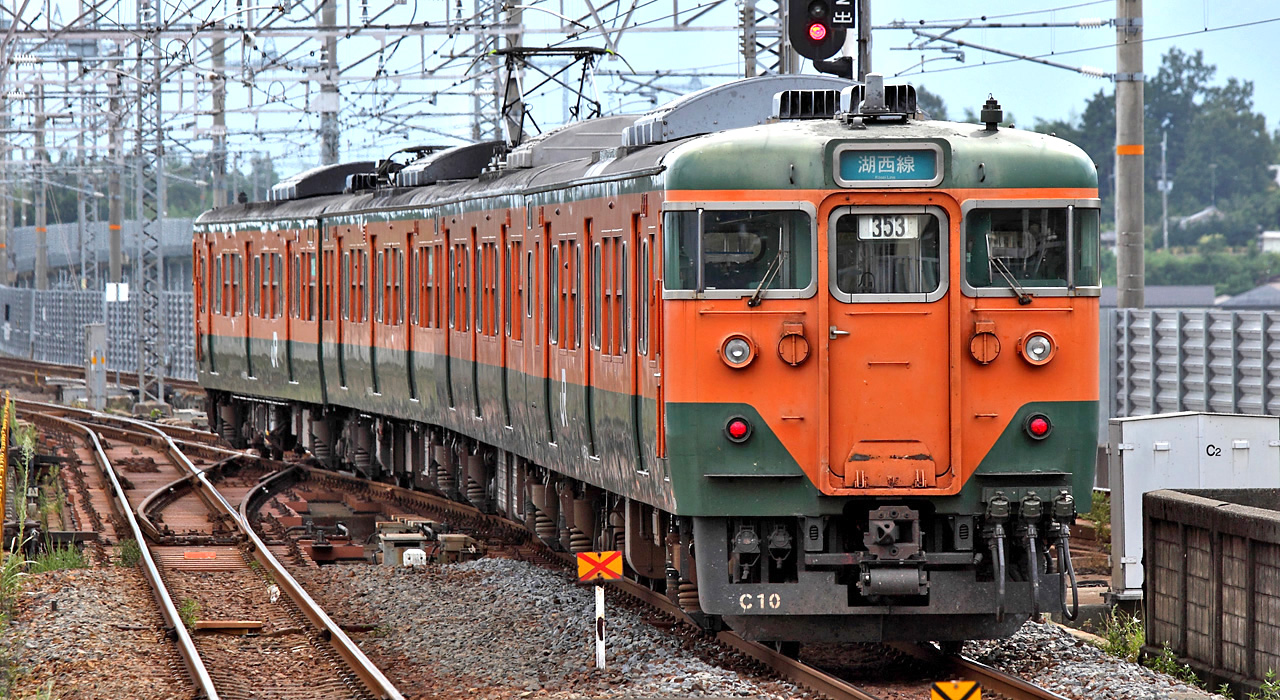
113系
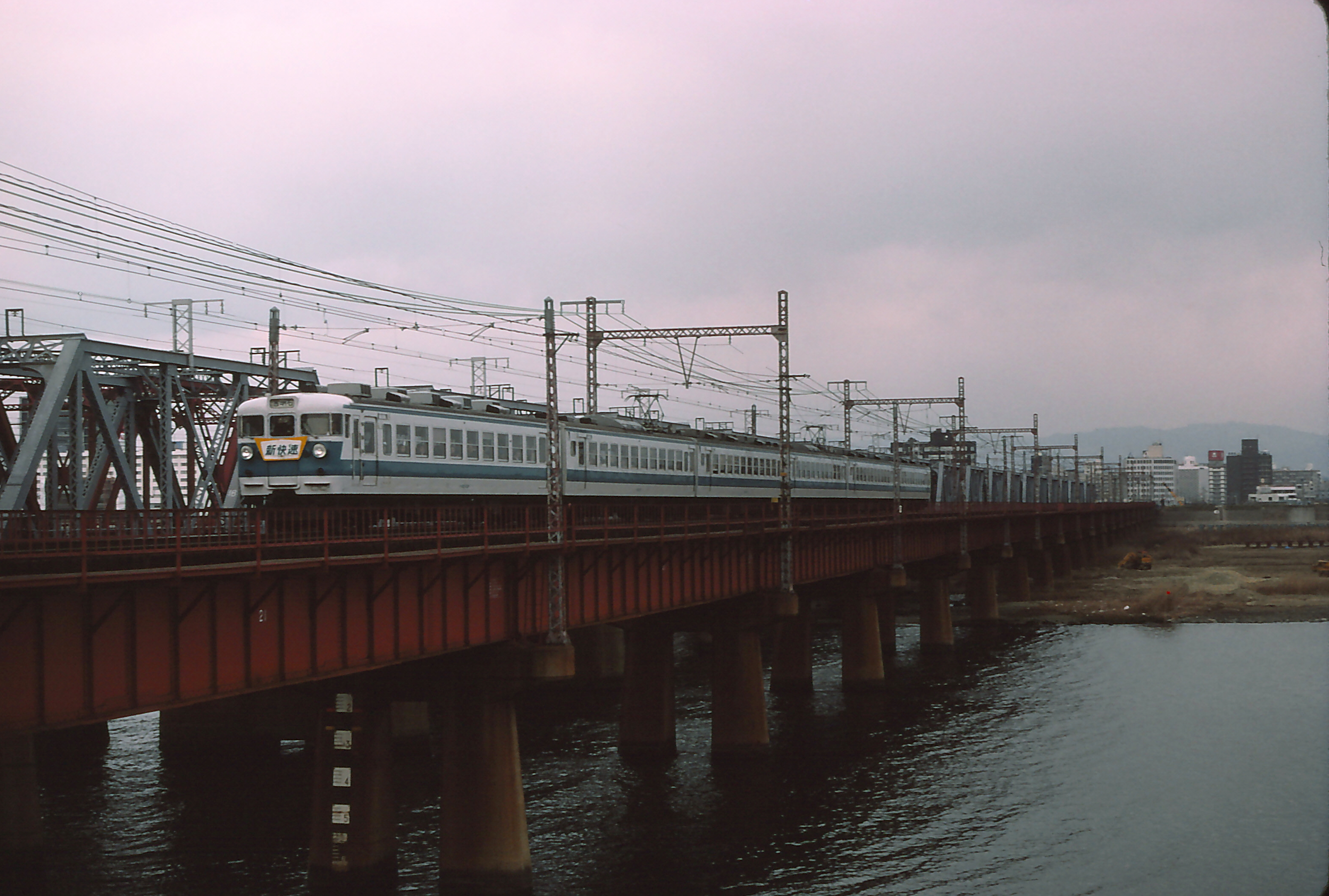
153系
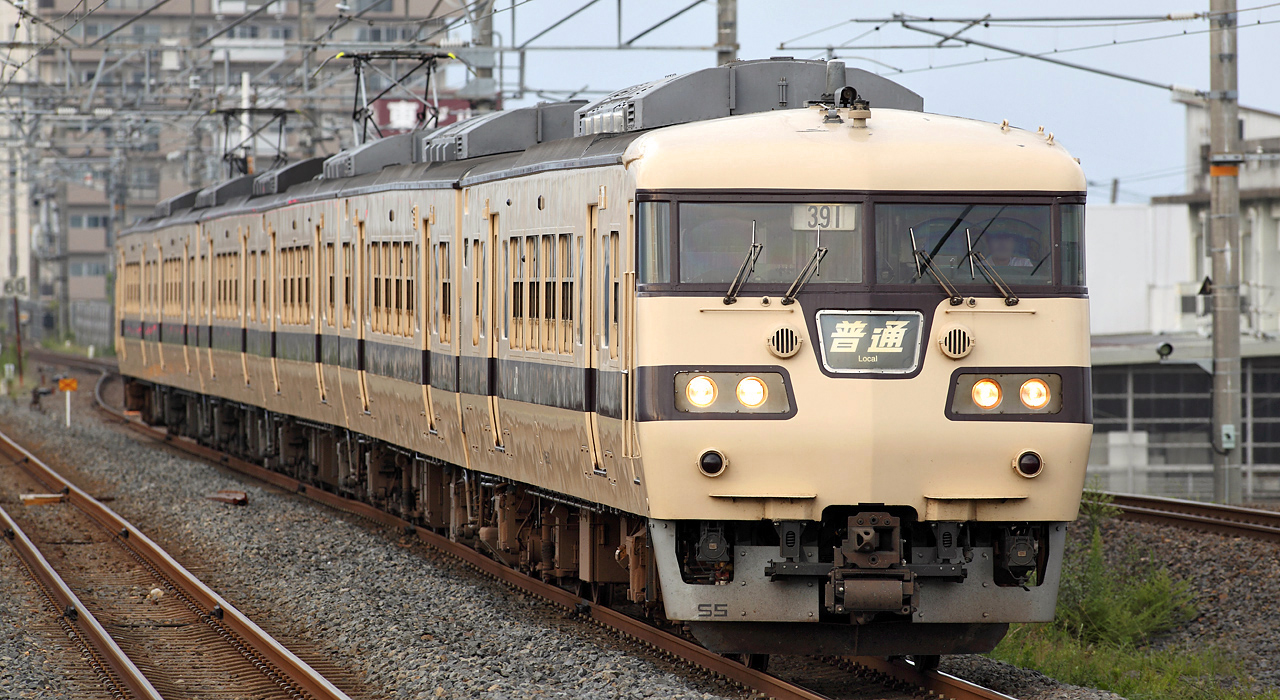
117系0番台
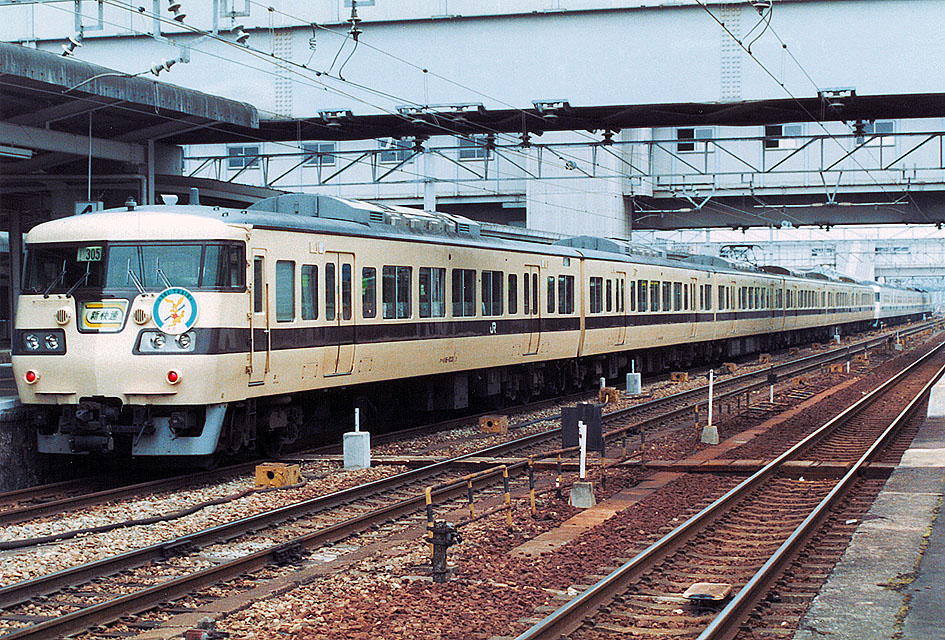
117系100番台
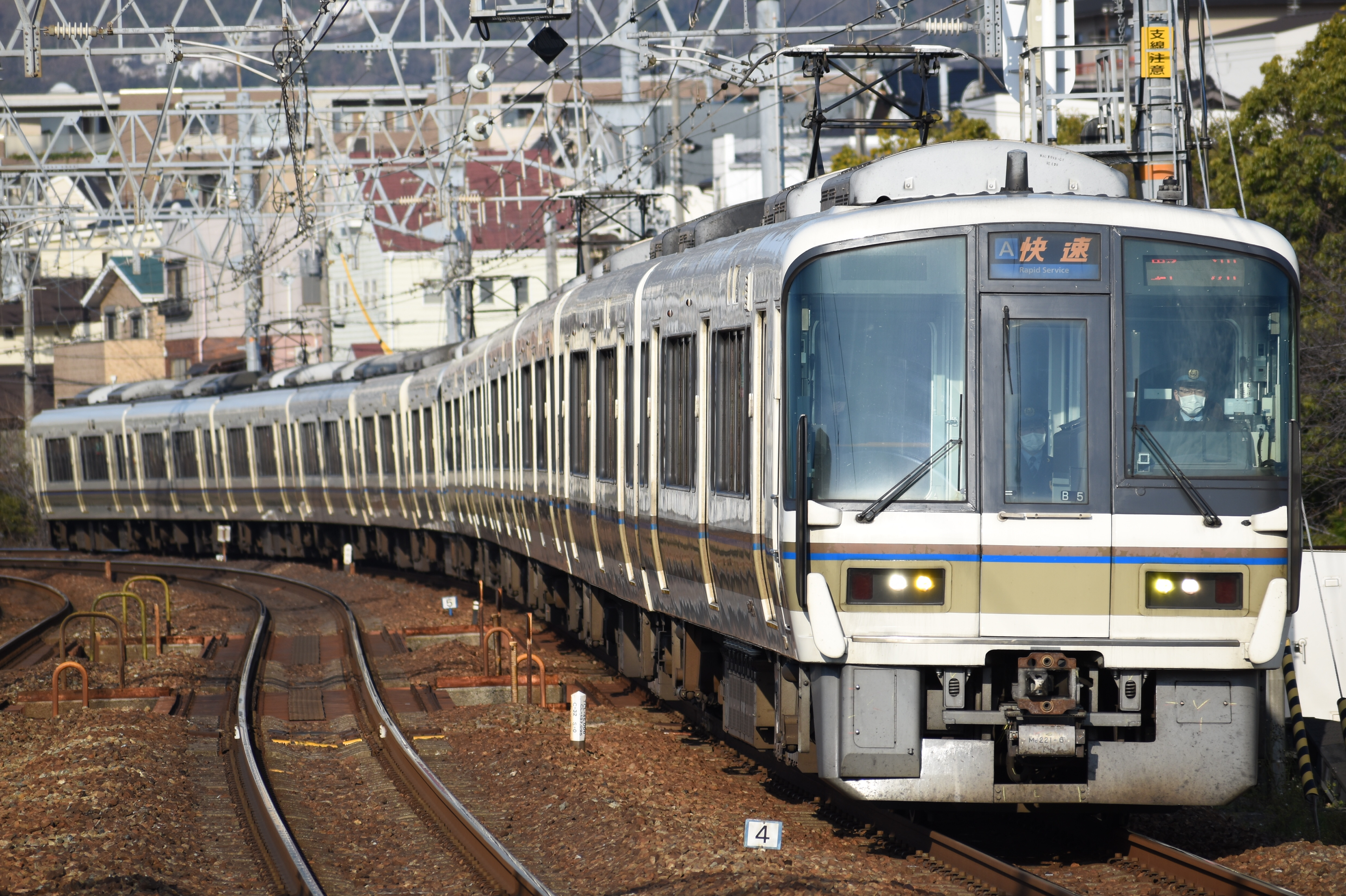
221系

## 歴史

### 関西急電

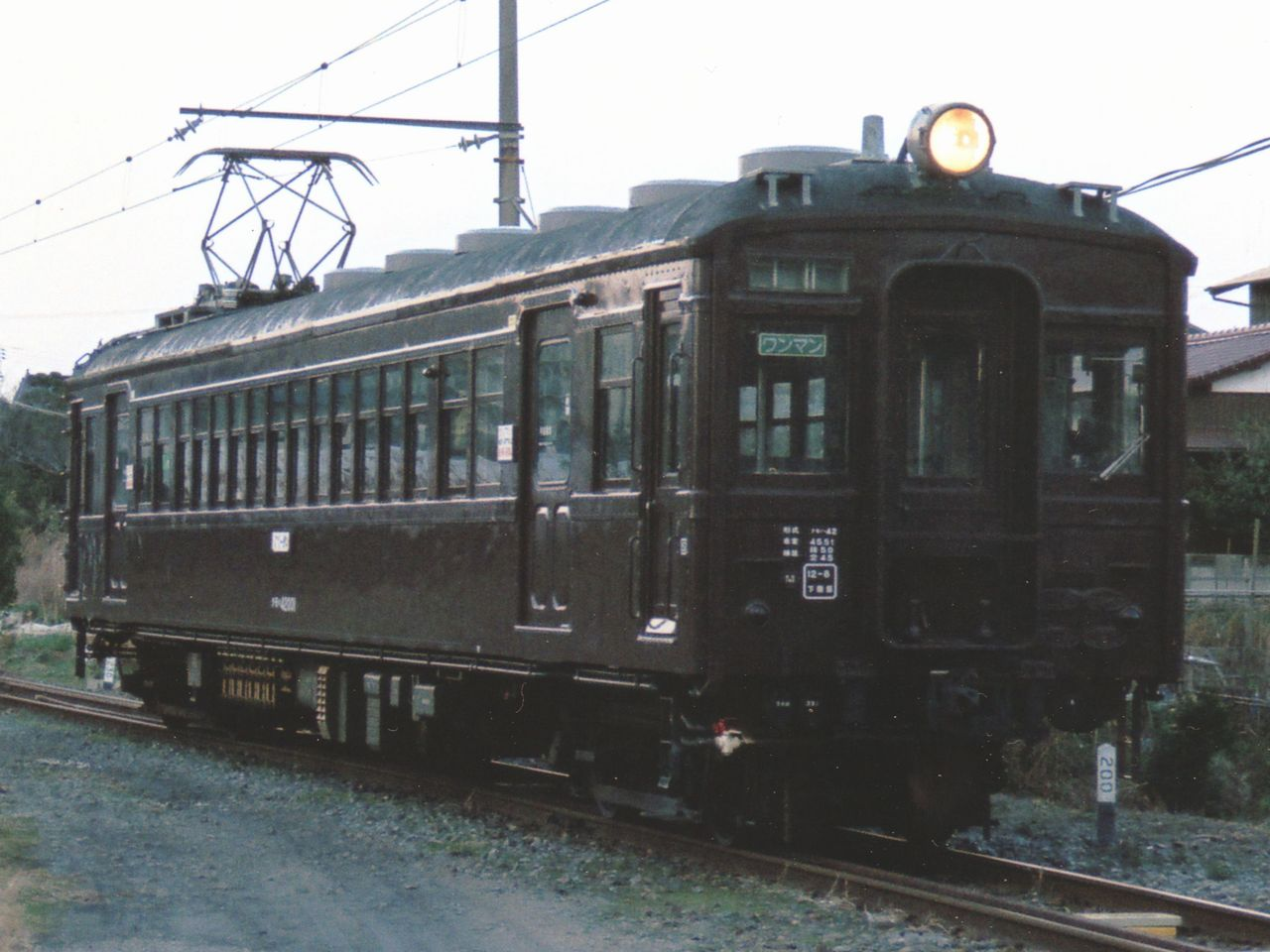
クモハ42形（現役当時）

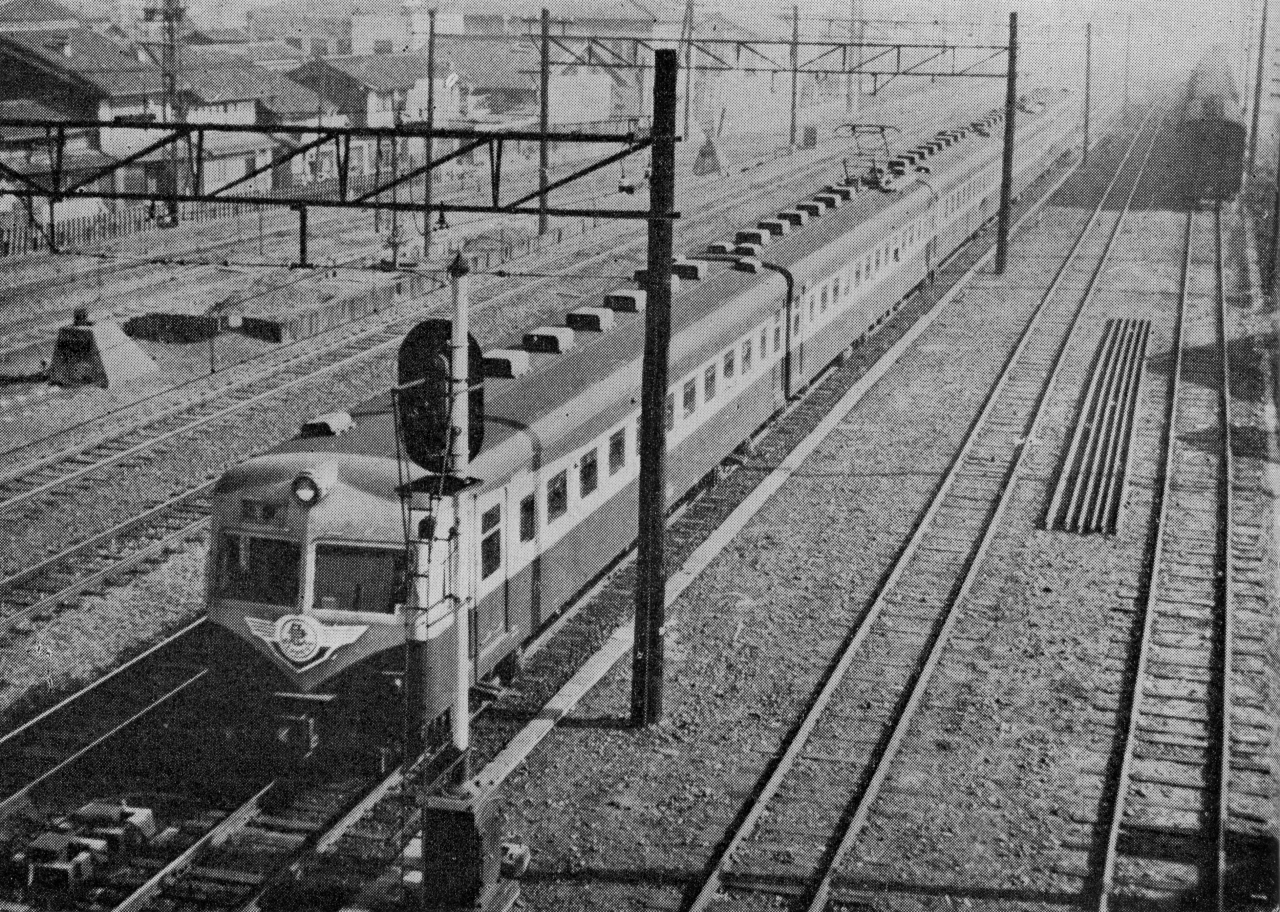
80系による急電

関西地方で最初に開業した鉄道は旧日本国有鉄道（国鉄・官営鉄道）の路線で、1874年に大阪駅 - 神戸駅間、1877年に京都駅 - 大阪駅間の路線をそれぞれ開業させた。
1905年4月に阪神が大阪出入橋駅 - 神戸三宮駅間（現：阪神本線）、1910年4月に京阪が京都五条駅 - 大阪天満橋駅間の路線（現：京阪本線）を開業させて以来、大阪 - 神戸間の阪急神戸線（梅田駅 - 三宮駅）、京都 - 大阪間で新京阪鉄道（現：阪急京都線）（西院駅 - 天神橋駅）、兵庫駅 - 姫路駅間においては山陽電鉄本線（兵庫駅 - 山陽姫路駅）と、競合する並行私鉄が複数誕生し、市街地への近さ、短い駅間隔、短編成ながら頻繁な運転を売り物とした。
当時の国有鉄道は普通列車といえども中長距離の利用者を主な対象としていて運行頻度も少なく、京阪神間といった短距離の輸送についてはあまり考慮されていなかったが、人口および流動の増加に伴い1930年に阪神間・京阪間などで蒸気機関車牽引の快速列車を設定した。1934年7月20日には吹田駅 - 須磨駅で電気運転が開始され、普通電車のほかに、大阪駅 - 神戸駅間に三ノ宮駅のみ停車で28分運転（普通は38分）を行う「急行電車」（いわゆる関西急電と呼ばれる、料金不要の優等列車）を設定した。車両は普通電車とともに42系を新製して投入した。編成は4両、（大阪側）モハ43/42-クハ58-サロハ46-モハ43/42（神戸側）が所定であり、30分間隔で29往復が設定され、2編成が2分折り返しで交互に走った。なおこの時点では阪神間の旅客線は尼崎駅 - 東灘駅間が複々線となって外側2線が貨物や普通電車が走行する緩行線となっていたので普通電車の追い越しは、上下とも西ノ宮駅 - 芦屋駅間で、外側線を走っている普通を内側線の急行が追い抜いていた。1936年3月18日には都市化に伴い阪神が元町駅へと延長、それに呼応して4月1日から急行が元町駅にも停車することとなった。
1936年5月13日には、急行用の車両として当時としては斬新な流線型の車体デザインを採用した52系（流電）1編成4両を登場させた。その後1937年10月10日に京都駅までの電気運転が開始されると運転区間を京都駅 - 神戸駅間に拡大した。当時の急行の京都駅 - 神戸駅間の中間停車駅は、大阪・三ノ宮・元町の3駅だけであり、京都駅 - 大阪駅間を34分、大阪駅 - 三ノ宮駅間を25分で結び同区間は当時超特急とも呼ばれた特急列車「燕」より所定時間が7 - 9分も速く設定されていた。
京都駅までの延長に伴い、52系の2編成8両を増備（第二次流電）したが、流線型は利用客からは好評だったものの、乗務員扉の省略や車体裾のスカートなどが運用・整備上不便だったため、先頭車のみ通常の貫通型に変更してさらに2編成8両が増備され（第三次流電）、合計5編成となった。またこれにより42系は急行の予備と普通として使用されるようになった。
急行時代の52系のぶどう色2号とクリーム1号の塗装は、戦後の急行電車に用いられた80系や、後に新快速用車両として登場した117系でも採用された。221系以降は、ブラウンとベージュの帯色となって受け継がれ、223系1000・2000番台や225系0・100番台では側窓周辺にもブラウンが配されている。これらは、大阪鉄道管理局やJR西日本が関西急電を新快速の偉大な前身と位置付け、関西急電と新快速の歴史の連続性を明示する役割も果たしている。
その後、1942年11月13日限りで、太平洋戦争による戦時体制強化に伴い急行の運転がいったん廃止された。52系は各駅停車に転用され、外側の乗務員室扉がないことから付随車代用として編成の中間に組み込まれた。1944年には3扉化が計画されながらも2扉で残った。
戦後になって、1949年4月10日に京都駅 - 大阪駅間で急行が運転再開され、6月1日に京都駅 - 神戸駅間に延長、このとき52系による急行が復活した。
1950年8月には、急行の置き換え用に80系がクハ・モハ各14両（2M2Tで7編成）投入された。塗色は上記の通り茶色とクリーム色である。52系の戦後の関西急電での活躍は短く、阪和線特急電車に転用された。80系は1952年8月からは付随車を増結して2M3Tの5両編成で運転された。

### 東海道全線電化と快速への変更

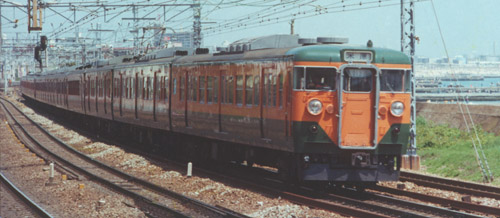
113系 湘南色。 4両目にグリーン車を従える12両編成

1956年11月に米原駅 - 京都駅間が電化され、東海道本線の全線電化が完成した。これに伴い、草津・米原方面からの電車が京都駅以西の従来の急行電車の延長の形で走ることとなり、現在に至る京阪神の速達列車と中距離電車の一体化が始まった。ただし客車普通列車が大阪駅・三ノ宮駅・神戸駅と停車するのに対し、急行電車は従前のとおり元町駅にも停車した。
1957年9月25日に茨木駅 - 大阪駅間の旅客用複々線が完成した。10月1日から80系電車による準急列車が名古屋駅 - 大阪駅間に設定されることになったが、これにより料金が必要な準急と無料の急行電車が混在するのはおかしいという理由から、9月25日に「急行電車」を「快速電車」に名称を変更した。また同時に快速が高槻駅の構内改良（高槻電車区開設）に伴い同駅にも原則停車するようになるとともに、阪神間では内側線を走る一般の快速は芦屋駅、外側線を走る一部の快速は西ノ宮駅（現：西宮駅）に停車させることとなった。また80系が東海道線を通して走るようになったことにより、塗色統一の話が持ち上がり、湘南色に統一することとなって、9月11日に最初の塗色変更車が出場した。なお、1957年 - 1958年に準急新設と姫路駅までの電化に伴って登場した80系電車（300番台車）は、最初から湘南色の塗装で新製されている。
その後、1958年に姫路駅までの電化が完成したことによって、一部の快速が神戸駅以西に進出して姫路駅まで乗り入れ、兵庫駅・須磨駅・明石駅 - 姫路駅間の各駅の順に停車（一部の快速は須磨駅と西明石駅を通過。また朝上り・夕方下りの一部列車は明石駅 - 姫路駅間を途中加古川駅のみ停車の快速運転を実施）するようになって、西側でも中距離電車との一体化が始まった。1961年には、一等車（のちのグリーン車）を連結するようになった。
1964年には、宮原区に113系が51両新製配置され、9月から7両編成(TcMM'T'cMM'T'c)で一部の80系を置き換えて快速として運転が開始された。10月1日には新幹線開業に伴い、新設の新大阪駅が原則停車駅（高槻駅に停車する快速電車が停車）に追加された。
1966年10月にはサロ110の配置により一等車連結列車を113系に置き換え、サロ連結の基本編成を高槻電車区・宮原電車区は8両編成とし、サロ不連結の明石電車区車は基本7両編成となった。各電車区とも4両の付属編成をもち、7両 - 12両で運転されていた。1968年10月ダイヤ改正（ヨンサントオ）で快速の運転間隔を20分から15分に変更し、高槻駅と新大阪駅にすべての快速が停車するようになる。神戸駅発着系統は廃止され、西側は姫路方面と西明石駅発着の交互で運転されるようになった。なお、高槻電車区所属の80系は同ダイヤ改正を機に運用を離脱して全車転出したが、岡山・広島方面から乗り入れる80系がダイヤ改正後も快速として、1972年3月ダイヤ改正（ヨンナナサン）まで残存していた。1970年3月には日本万国博覧会（大阪万博）開催に伴い、横須賀線から横須賀色（スカ色）113系が転入して輸送に用いられ、開催期間中は茨木駅に臨時停車していたが、開催終了後も常時停車となった。

### 新快速の運転開始

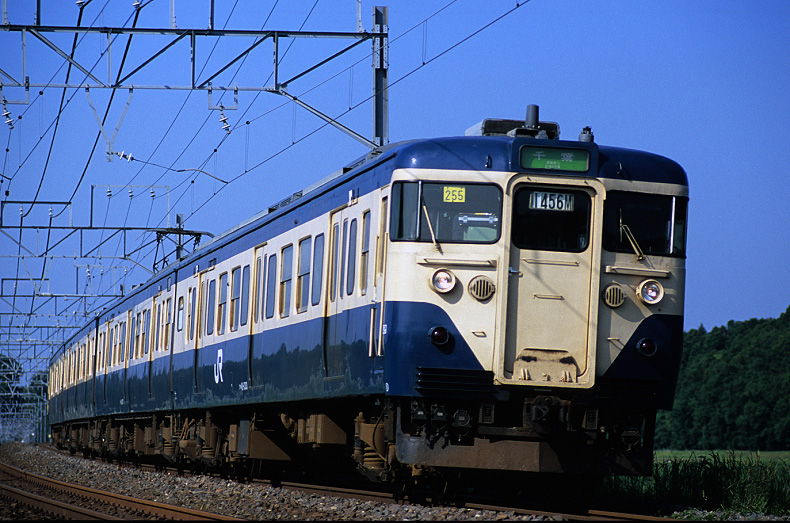
113系横須賀色（写真は千葉地区の車両）

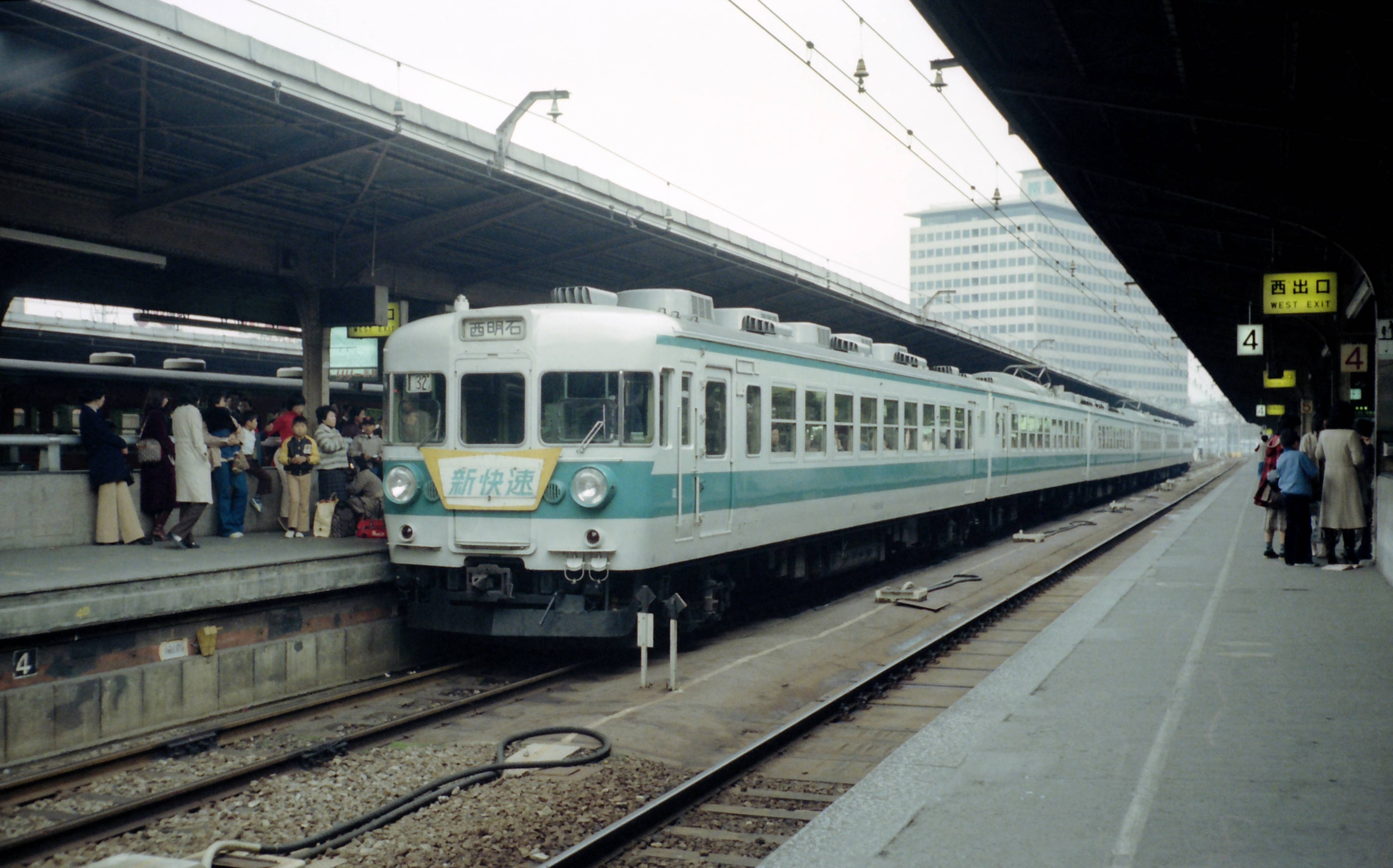
153系

1970年10月の大阪万博終了直後、さらなる速達サービス提供のため、京都駅 - 西明石駅間に「新快速」が新設された。1964年10月の東海道新幹線開業約1か月前に急遽超特急ひかり号の停車が決定し、1968年の京都市交通対策審議会で市電（路面電車）から地下鉄・バスへの再編計画が動き始めていた京都駅と、新幹線駅の設置予定のない主要駅との、あるいはそのような主要駅同士の速達性を高めるため、停車駅を大阪駅・三ノ宮駅・明石駅のみとした。また将来、大阪駅・京都駅を0・15・30・45分に出発する覚えやすいダイヤとすることを見据えて、新幹線連絡駅である新大阪駅は通過とした。所要時間は京都駅 - 大阪駅間が最速32分、京都駅 - 西明石駅が最速1時間19分、運転本数は日中の毎時1本の6往復のみであった。
1971年には、国鉄法改正により国鉄自身による関連事業への投資が可能となり、赤字対策の一環としてではあるが、駅周辺の「用地の高度利用」によって収入を得ることが認められたこともあり、新快速は沿線のまちづくりとともに、車両・ダイヤともに大きな発展を遂げることとなる（従来の快速の動きについては後述する）。
1971年4月26日に運転区間を草津駅へと延長した。京都駅 - 草津駅間の途中停車駅は、大津駅と石山駅であった。この当時は横須賀色の113系を使用していた。これは上述の万博輸送のために横須賀線から転入した車両で、関西では見慣れない色だったため識別には都合が良かったが、のちに湘南色に変更された車が多く、113系末期は混色での運転が多かった。
1972年3月15日には山陽新幹線の岡山駅までの延伸開業により余剰となった急行形電車の153系（いわゆる「東海形」）を投入し、日中京都駅 - 大阪駅 - 明石駅間で1時間あたり4本に増発した。この時新快速に転用された153系は「新快速色」と呼ばれる白地に青帯の塗装に変更し、「ブルーライナー」の車両愛称を付与した。新快速の運行時間外などは快速としても運用され、稀に湘南色との混色編成などもあった。
新快速は15分間隔のパターンダイヤで設定され、急行形車両の使用により最高速度を110 km/hに引き上げたことで大阪駅 - 京都駅間を3分短縮し29分運転とした。両駅で1分停車するため、大阪駅と京都駅の出発時刻が揃えられており、宣伝では、時刻表不要の高頻度と時刻のわかりやすさが強調された。京都駅および大阪駅の駅舎壁面上部に時計を形どり「29分間」を強調した広告がこの頃存在した。ただし、当時の幹線では保守間合いと呼ばれる列車の運転休止時間帯があり、日によっては運転間隔は一定でなかった。当時は草津駅 - 西明石駅間および京都駅 - 姫路駅間の2系統とその区間運転の列車があり、姫路駅発着の列車は西明石駅を通過していた。
当時の特急「雷鳥」は、大阪駅を毎時0分に新快速と同時発車していた。しかし「雷鳥」は新快速よりも大阪駅 - 京都駅間の余裕時分を多く取っていた。そのため、ともに新大阪駅を通過した後に新快速が「雷鳥」を抜き去って行く光景が、北陸方面に向かう「雷鳥」が走る度に繰り広げられた。「雷鳥」が走る列車線・外側線のダイヤを作成・管理していた国鉄本社は、これではあまりにみっともないということで、新快速のダイヤを管理する大阪鉄道管理局に、新快速のダイヤをずらすように指示したものの、大阪管理局はパターンダイヤを変更することは利用者にとって不便になると拒否した。やむを得ず本社側が折れ、「雷鳥」の新大阪駅停車開始に合わせてダイヤを5分ずらすことにした。
1973年10月1日の改正で姫路駅発着列車が1時間あたり2本に増発され、1974年7月には湖西線が開業し、1本が堅田駅（観光シーズンは近江今津駅）まで乗り入れるようになった。湖西線直通列車の設定当時の停車駅は西大津駅（現大津京駅）・叡山駅（現比叡山坂本駅）・堅田駅と、延長運転区間は志賀駅・比良駅・近江舞子駅・安曇川駅・近江今津駅であった。1975年9月1日から新快速及び快速の京都 - 西明石間で車内禁煙区間が設定され、車両にステッカーが貼られた。この区間外では喫煙が可能であったため座席横の灰皿は残された。1978年10月2日のダイヤ改正では神戸駅が停車駅に追加された。

### 117系の投入と新快速の発展

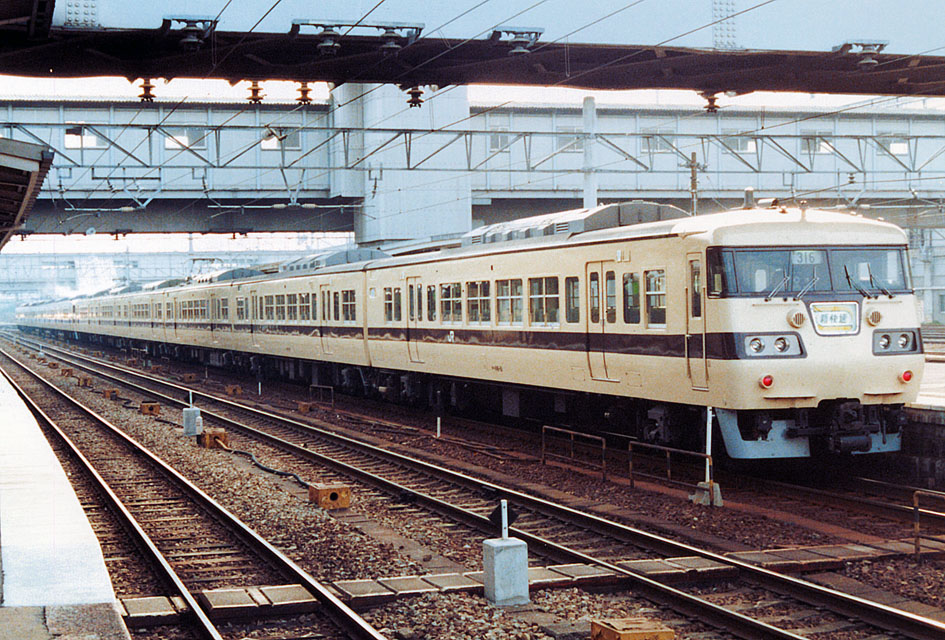
117系

1980年1月22日には117系が営業運転を開始した。153系の新快速は元有料急行用車両とはいえボックス型の固定シートであったのに対し、京阪間を運行する阪急（6300系）、京阪（3000系）ともに転換クロスシートを備えた特急専用車を使用していた。これら私鉄特急に触発され、運行区間延長への対応と需要喚起策を兼ねて、また京都市営地下鉄の開業に合わせた京都駅駅前広場の整備と、国鉄主導による京都駅前地下街「ポルタ」の開業、および第4代大阪駅ビルの開業と大阪ターミナルビル（アクティ大阪）の建設による、国鉄駅前へのさらなる商業集積・企業集積を見据えて、料金不要車両ながらヘッドカバー付きの転換クロスシートやグローブ付き照明を備えるなど、極端なまでの「標準化」を推進していた当時の国鉄としては破格の車両が誕生した。導入にあたって「シティライナー」の車両愛称を付与され、ヘッドマークの公募も行われた。この117系は昭和初期の関西急電の生まれ変わりとも言えるクリーム色と茶色をまとって登場し、この茶色はのちの新快速車両にも受け継がれることになる。117系の評判は良く、153系からの置き換えが急ピッチで行われ、同年7月の時点で6両編成21本が出揃い、7月9日からすべてが117系となった。
この時期、国鉄の普通列車において表定速度が70 km/h以上の列車は44本あり、そのすべてが新快速であった。その中で、京都発大阪行きの新快速「3681M」は京都駅 → 大阪駅間を30分で走行し、ほかの新快速が29分で走っていたことを考えればやや遅い列車であったものの、表定速度は1980年当時の普通列車の中では最速となる85.6 km/hであった。これは、当時の国鉄在来線の全列車の中でも2番目に速いもので、当時最も速い特急であった「加越」5号（表定速度86.1 km/h）以外のすべての特急よりも速かった。
1985年3月14日から、朝夕に各駅停車ながら彦根駅発着列車の運行を開始し、日中の草津駅発着列車が1時間あたり2本に増発された。同時に新大阪駅が停車駅に追加された。高槻駅 - 大阪駅間の最高速度が100 km/hから110 km/hに引き上げられた効果で、新大阪駅に追加停車しても、京都駅 - 大阪駅間を29分で運転できるようになった。これまで新幹線が停車する新大阪駅の通過は、新幹線利用の遠方客を中心に誤乗を招いていたが、パターンダイヤを維持するための新大阪駅通過が解消されることとなった。またそれまで普通・快速と同じ内側線を走っていた新快速のうち、朝夕1往復ずつが外側線を走るようになった。
1986年11月1日の国鉄最後のダイヤ改正からは山科駅に新たに停車し、西明石駅にも全列車が停車するようになり、西側は全列車が姫路駅発着となり、東側も彦根駅と近江舞子駅（湖西線内は各駅停車に変更）まで1時間に1本ずつ延長されるとともに、草津駅 - 彦根駅間で各駅停車であった新快速の停車駅が削減され、篠原駅・安土駅・稲枝駅・河瀬駅・南彦根駅が停車駅から外された（栗東駅は当時は未開業）。また国鉄分割民営化を控えて、従来国鉄本社直轄だった外側線と列車線が大阪鉄道管理局に開放され、草津駅 - 西明石駅間の複々線区間で新快速はそれまでの内側線・電車線から外側線・列車線走行に変更となり、大阪駅 - 京都駅間と大阪駅 - 神戸駅間でそれぞれ3 - 5分程の時間短縮が図られた。のちに大阪駅 - 新大阪駅間と京都駅 - 草津駅間は平日朝ラッシュ時以外内側線を走行するようになった。またそれまで大阪駅で快速が新快速を待避していたが、これにあわせて快速・新快速と普通の緩急接続に変更された。側窓を下降式としたマイナーチェンジ版の117系100番台が6両×3編成増備される。この時点においても朝夕ラッシュ時には新快速の設定はなく（姫路駅発着は少ないながらも設定されていた）、外側線を走行する快速がラッシュ時の最速列車であった。また国鉄の鉄道管理局の境界が彦根駅 - 米原駅間であり、新快速の東端は彦根駅発着であった。

### 新快速設定から民営化までの快速

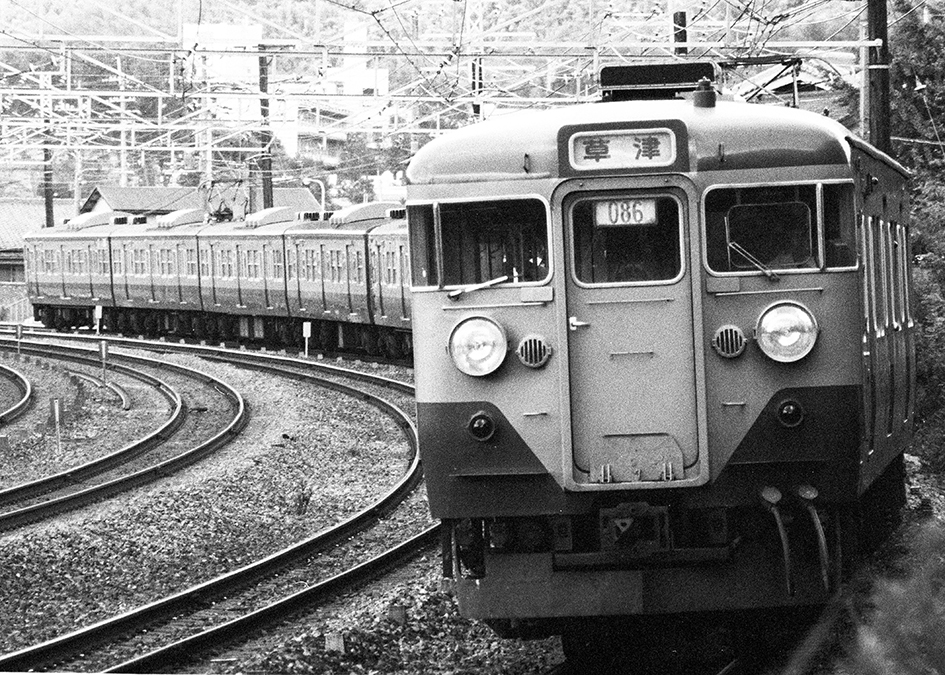
113系快速電車（1983年）

1970年10月1日に新快速が設定されて以後、快速に関しては17年後の民営化に至るまで基本的に大きな変更なく113系が使用され続けた。この時点の京都駅 - 西明石駅間での停車駅は原則として、高槻駅・茨木駅・新大阪駅・大阪駅・芦屋駅・三ノ宮駅・元町駅・神戸駅・兵庫駅・須磨駅・明石駅であった。外側線を走る一部の快速は上述の通り西ノ宮駅に停車し須磨駅・西明石駅を通過した。また、通勤時間帯には新快速は運行されていなかったため、速達列車の主流は113系を用いた快速であり、夕方ラッシュ時では内側線と外側線を利用した大阪駅同時刻発車の下り快速の設定もあった。その1本は宮原電車区所属の大阪始発下り最長走破となっていた12両編成グリーン車付岡山駅行き快速で、途中駅での編成開放もされず全区間12両で運用されており、これは宇野線への新幹線接続用快速のグリーン車連結のために関西から113系を送り込むため運転されていた。この列車は宇野線快速が岡山電車区の115系に置き換えられ、さらに京阪神快速のグリーン車が廃止された後も1988年3月ダイヤ改正まで運転され、担当も網干電車区に替わっていたが、上道駅や高島駅の開業後は両駅のホーム有効長の関係上網干駅で4両を切り離していた。
1972年3月15日の改正では、東側で草津駅まで1時間あたり4本に増発された。同時に垂水駅にも電車線の快速が停車するようになり、列車線の快速停車駅に西明石駅が追加された。同年4月20日には六甲道駅に内側線を運転する快速が停車するようになった。
1974年7月20日には湖西線が開業し、一部列車が湖西線に直通するようになった。
1980年10月1日の改正でグリーン車の連結が中止されたが、それに先立って8月末から時刻表からグリーン車のマークが消え、連結されていた車両は普通車として開放され、編成から抜かれたグリーン車は首都圏へ転出した。末期までサロには旧一等車→グリーン車を示す薄緑の帯が示されており、この時代を持って実質的に関西地区での普通列車へのグリーン車付属がなくなることになった。これにより基本編成が7両に統一され最大編成でも11両となったが、1981年10月には高槻電車区の編成にサハ111が連結され基本編成が再び8両に戻された。
1985年3月14日の改正で日中の快速は高槻駅 - 京都駅間で各駅に停車するようになり、この時間帯における普通（各駅停車）の同区間の運転はなくなった（1997年9月1日に復活）。

### 国鉄分割民営化後の動き

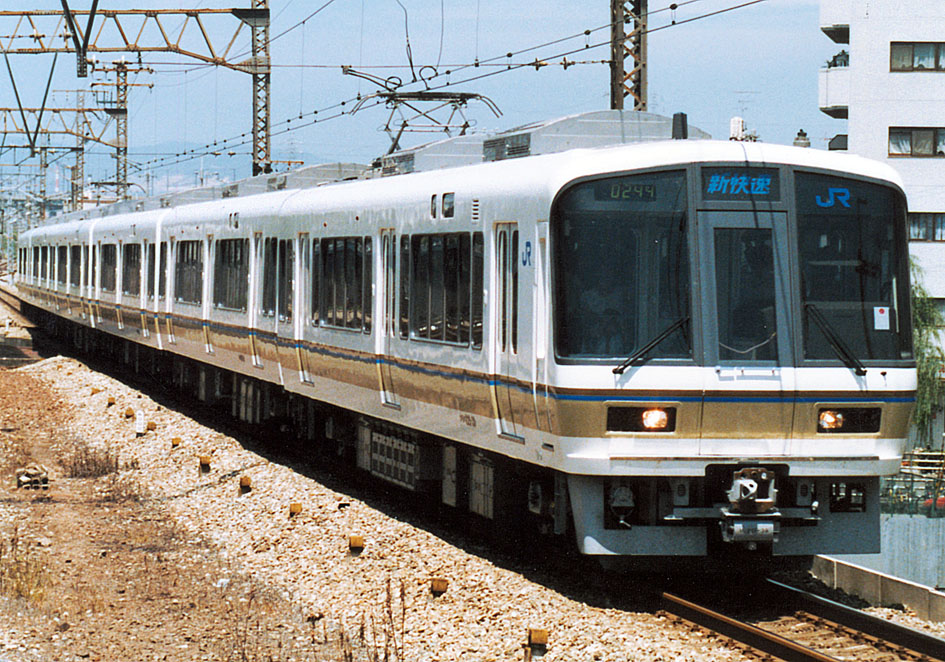
221系新快速（1990年）

1987年（昭和62年）4月1日、国鉄分割民営化により、西日本旅客鉄道（JR西日本）が発足した。発足時は国鉄最後のダイヤ改正（1986年11月1日）時のダイヤをそのまま継承した。
JR発足後は朝ラッシュ時にも新快速が運転されるようになった。1989年には221系が登場し、その大きな窓と明るい車内が新生JRの格好のPR材料となった。JR他社が新設計の特急車両をフラッグシップとする中、特急用車両に先んじて新快速用車両の開発・製造を行ったことは、JR西日本が近畿圏の都市間交通ネットワークを重要視していたことを表すものだった。221系はすぐに京阪神エリアの顔となり、通勤輸送の改善や120 km/h運転の開始により、今日のアーバンネットワークの基礎を築きあげた。私鉄沿線よりも開発余地の大きかった国鉄・JR沿線の発展に伴い、当初新快速用が6両、快速用は4両同士連結の8両編成であった221系も、8両編成が主体となっていき、最長12両編成の列車も徐々に増加していった。
1995年1月17日の阪神・淡路大震災では、各鉄道が大きな被害を受け、長期運休を余儀なくされた。その中から、阪神間でもっとも早く開通したのがJRであった。貨物輸送も担う幹線であり、復旧が急がれ、またJR各社の応援を得られたことも大きかった。

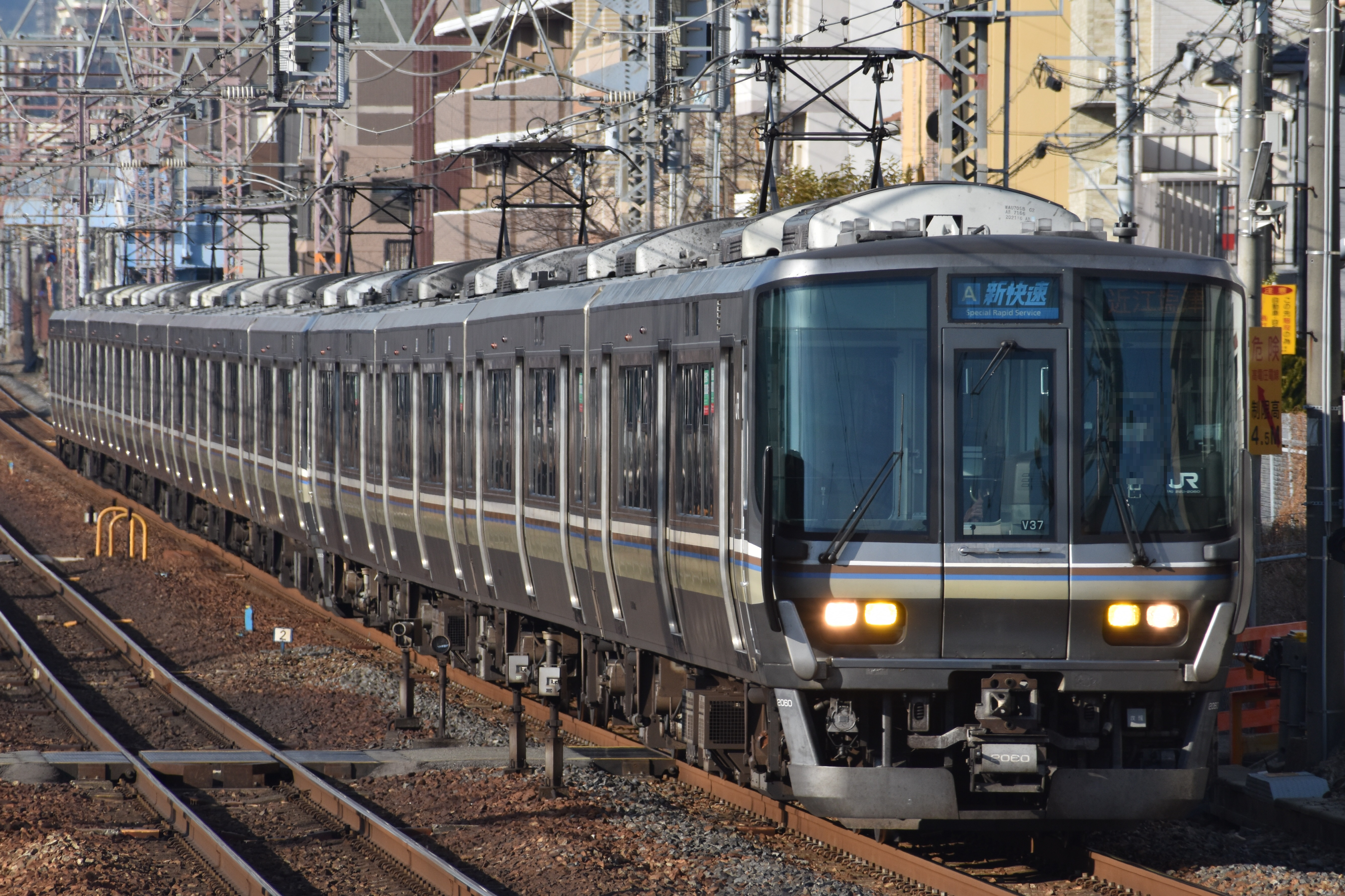
223系2000番台新快速（2022年）

復旧後のJR神戸線は、不通区間のあった他私鉄からの一時的な転移客に対応して、通勤時間帯を中心に増発・増結が行われた。特に輸送力が求められた新快速は予備車の活用や先代117系の投入により増発、その後223系1000番台を急遽追加投入して輸送力確保に努めた。被害の大きかった阪神間や神戸市内での沿線人口が減り、明石市方面への転居者が多かったこともJRに有利に働き、先述の通勤時間帯に増発された列車は、さらなる利用増加を見据えて運転が継続された。
さらに、京都駅ビルの集客力強化に成功したほか、京都を越えて直通運転する琵琶湖線沿線、特に草津市・守山市を中心とする地域では、新快速による時間短縮効果が大阪・京都への通勤客を中心とする人口増を呼ぶとともに、京都市内からの大学の新キャンパス設置や滋賀県内への企業誘致など、新たな需要の拡大を生んでいる。
阪神大震災後にJR神戸線の増発用として前倒しで製造された223系1000番台は、扉間の座席を1列減らしてドア周囲を広く取ると同時に、その空間を利用した補助席を新たに設け、ラッシュ時の混雑緩和と日中時間帯の着席サービスの両立を図った。朝夕時間帯の新快速の増発は、130 km/h運転に対応する223系の増備が進むにつれて、朝ラッシュ時の快速も223系化されて足並みが揃えられ、神戸駅 → 大阪駅間で快速が先着になるなど、ダイヤにも手が加えられている。

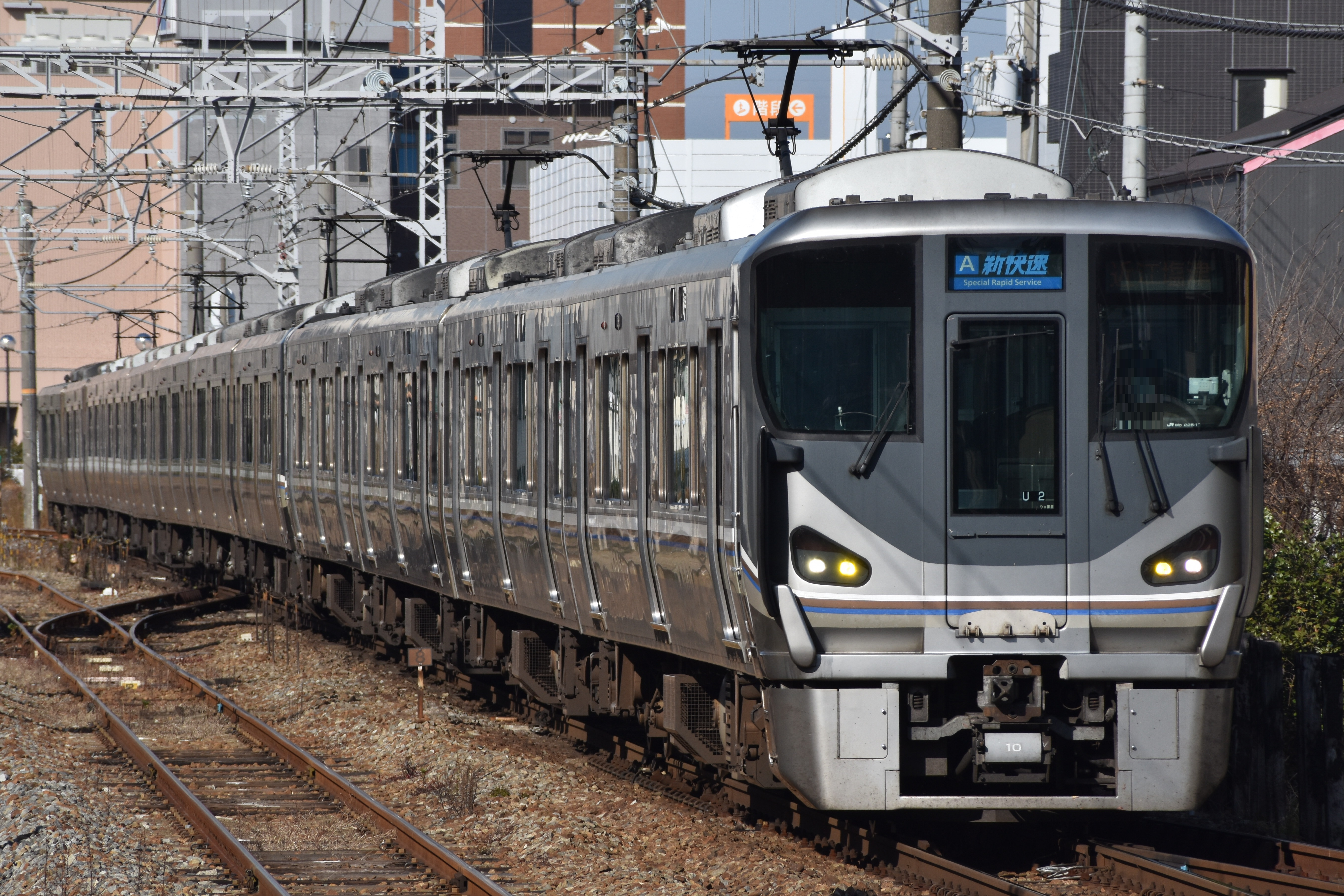
225系0番台新快速（2021年）

2005年4月25日にJR福知山線脱線事故が発生、余裕のないダイヤが一因であるとの批判を浴びた。翌2006年3月18日のダイヤ改正では余裕時間の見直しが行われ、京都・大阪・三ノ宮駅での停車時間を約2分とし、余裕を持った折り返し運用などが実施され、京都駅 - 大阪駅間が27分10秒から28分20秒に、大阪駅 - 三ノ宮駅間では19分50秒から20分50秒に、それぞれ改正前より約1分の所要時間増となった。また、主要駅に設置されていた新快速の宣伝看板も、所要時間の延長を理由に撤去されるようになった。なお、新快速と朝の一部の快速の最高130 km/h運転は継続しており、車体の強度を高めるなどの安全対策や製造コスト削減を図った223系の後継225系が2010年12月から運用が開始されている。

#### 年表
- 1988年（昭和63年）3月13日：夕方ラッシュ時に新快速が上下21本増発され、この時間帯に米原行きが上下11本設定される[26]。外側線を走行する快速が六甲道駅に停車となる[26]。
- 1989年（平成元年）3月11日：221系が新製投入されはじめ、一部の新快速・快速での運用を開始。初めて朝ラッシュ時に新快速を運転し、また最終列車を神戸・京都方面ともに大阪駅23時発に繰り下げ、終日に渡って新快速を運転するダイヤの基礎が確立。琵琶湖線での新快速運転区間が全列車彦根駅から米原駅まで延長。
- 1990年（平成2年）3月10日：高槻駅と芦屋駅が日中の新快速停車駅に、住吉駅が快速停車駅に追加。新快速は京都駅以東で内側線運転に変更となり、最高速度を110 km/hから115 km/hに引き上げ、京都駅 - 大阪駅間を高槻駅に追加停車しながらもダイヤ改正前と同じ29分で運転した[27]。
- 1991年（平成3年）
  - 3月16日：新快速は使用車両が朝ラッシュ時を除き221系に統一され、日中に120 km/h運転を開始。西明石駅折り返しの系統を加古川駅まで延長し、西明石・加古川間は1時間に新快速4本・快速4本体制となる[28]。
  - 9月14日：北陸本線田村駅 - 長浜駅間が直流電化され、米原駅発着の新快速の半数が長浜駅へ延長された。またこの改正から日中の新快速も徐々に8両編成に増強。
- 1992年（平成4年）3月14日：新快速の全列車が8両以上になる。大阪発0時台に西明石行きと野洲行きの快速が増発され、姫路行きの最終も繰り下げになる。
- 1993年（平成5年）3月18日：休日朝時間帯の新快速が高槻駅・芦屋駅に停車するようになる。
- 1995年（平成7年）
  - 4月1日：阪神・淡路大震災の不通区間が復旧。私鉄他線が未復旧のため、JR神戸線内で新快速を臨時に朝ラッシュ時の大阪方面に4本（8分等間隔化）、夕方ラッシュ時の姫路方面に3本増発した。この臨時列車の運転開始時は113系・117系を使用する列車もあった。朝ラッシュ時の神戸線の外側線を走行する快速の運転間隔が8分等間隔になる。
  - 4月20日：尼崎駅に朝ラッシュ時の神戸方面の一部の快速が停車となる。
  - 6月12日：神足駅（現：長岡京駅）に一部の快速が停車となる。
  - 8月12日：223系1000番台48両が投入され、223系新快速の運転を開始。私鉄他社復旧後も臨時列車の運転は継続。
  - 9月1日：平日の朝晩を除いて、高槻駅・芦屋駅に新快速の全列車が停車となる。夕方の大阪駅始発の姫路方面下りの新快速（定期・臨時をあわせる）が19時前後に集められ、18時30分 - 19時15分の間は7.5分間隔での運転になる。長岡京駅に平日のすべての快速が停車となる。快速の尼崎駅停車列車が増える。
- 1996年（平成8年）3月16日：新快速の湖西線での運転区間が近江舞子駅から近江今津駅または永原駅まで延長され、同線内の快速運転が復活。大半の米原駅での折り返し列車が長浜駅まで延長され、日中に長浜駅まで運転する列車は新快速のみになる。朝夕ラッシュ時の臨時列車が定期列車化。快速は全列車が長岡京駅に停車となる。15分間隔ダイヤの時間帯が21時台まで拡大。
- 1997年（平成9年）
  - 3月8日：223系1000番台44両を新快速に追加投入することで日中の快速をすべて221系で運転[注 34]とし、高槻駅には曜日と時間帯を問わずすべての新快速が、またJR東西線開業で乗り換え駅になった尼崎駅にもすべての新快速・快速が停車[29][注 35]、日中の223系新快速が30分間隔で運転されるようになる[29]。この時点の新快速の使用車両は大阪発23時台の野洲行き1本と平日の大阪発8時30分台の姫路行きが117系であった以外はすべて223系と221系で、前者はおもに運転区間の短い野洲駅・草津駅発着と湖西線直通列車に、後者は長浜駅発着列車に充当。またラッシュ時や検査代走時には221系と223系1000番台の混結もあった。
  - 9月1日：朝晩に上下各1本の新快速を増発[30]。高槻駅 - 京都駅間で各駅停車となる快速が増加。
- 1998年（平成10年）3月14日：同年4月に開通する明石海峡大橋を通る高速バスが停車する舞子BSとの交点となる舞子駅に電車線を走行する快速が、このほか朝の通勤の利便性向上のため西ノ宮駅にすべての外側線の快速が停車となる[31]。
- 1999年（平成11年）5月11日：223系1000番台の大量増備版である2000番台を投入し、朝ラッシュ時の新快速を223系に統一。これにより、草津駅 - 西明石駅間で普通列車としては日本初の130 km/h運転を開始。117系による新快速運用は前日をもって終了[32]。
- 2000年（平成12年）3月11日：2000番台を236両とすることで新快速のすべての定期列車を223系化、130km/h運転の時間帯と区間を終日の米原駅 - 姫路駅間に拡大[33]し、大阪駅 - 京都駅間で27分、大阪駅 - 三ノ宮駅間は芦屋駅通過列車では18分の運転となり、このときの運転時分が新快速の最速記録である。そのため1972年以来の京都駅00・15・30・45分発が崩れた。新快速の最高速度の引き上げに合わせて同区間を走行する特急の最高速度が引き上げられ、特急と新快速はほぼ平行ダイヤ[注 36]となり、京都駅 - 姫路駅間では各線へ直通する特急が新快速の等間隔間に割って入る形になった。また新快速のスピードアップに伴い、芦屋駅 - 東灘信号場間で日中の快速が外側線運転になった[注 37]。また、朝夕に1往復残っていた備前片上駅発着の快速が廃止された。
- 2001年（平成13年）3月3日：朝ラッシュ時の快速の停車駅に西ノ宮駅が追加。奈良線の「みやこ路快速」の運用開始により221系6両編成と4両編成の各3本の計30両が奈良電車区に転属。転属した分は余剰気味の113系で対応した。
- 2002年（平成14年）
  - 3月23日：西ノ宮駅に停車する快速が平日の朝晩に拡大[34]。早朝深夜に2往復西明石駅発着となっていた岡山電車区所属の115系の乗り入れが姫路駅までに短縮された。
  - 10月5日：快速は全区間で内側線の運転に戻し[35]、緩急接続パターンを両方向で統一。
- 2003年（平成15年）12月1日：芦屋駅にすべての新快速が、西ノ宮駅にすべての快速が停車となる。このため、大阪駅 - 三ノ宮駅間の新快速の所要時間は19分に延びた。JR神戸線の朝の外側線を走行する上り快速については、芦屋駅のホームが新快速と共用のため待避できなくなることにより、神戸駅から大阪駅まで先着させる必要が生じたため、223系に統一し、130 km/h運転を開始[36]。22時台の快速も高槻駅以東普通となる。夕方ラッシュ時の外側線を運転する快速（大阪駅 → 姫路方面）1本が新快速に変更。
- 2004年（平成16年）10月16日：新快速が朝のラッシュ時に増発され、京都方面から大阪駅へ向かう新快速が8分等間隔で運転されるようになる。また夕方ラッシュ時のピーク時に、大阪駅始発京都方面行きの新快速を増発し、7.5分間隔で運転するようになる。この改正で、朝に運転していた米原発西明石行きの快速を長浜発の新快速に変更したため18年ぶりに西明石行きの列車が復活。快速はJR京都線でも朝の下り列車を223系に統一し、等間隔運転と130 km/h運転を開始[37]。113系の快速での運用を終了[37]。
- 2005年（平成17年）
  - 3月1日：加古川駅の高架工事の完成に伴って同駅で上下ともに新快速と普通の緩急接続を開始。日中にも赤穂線播州赤穂駅まで1時間あたり1本（ラッシュ時はこれまでと同様2本）の新快速が直通運転されるようになる[38]。この時間帯の上郡・岡山方面発着の普通は相生駅発着になり、播州赤穂駅発着の新快速または普通と接続するダイヤが組まれた。
  - 10月1日：同年4月に発生したJR福知山線脱線事故を受けて、所要時間短縮のために切り詰められていた余裕時分の見直しが行われた。ダイヤ上大阪駅での停車時間が1分未満の列車も多く、定時運行率は6割程度にまで落ち込んでいたことから実施された。
- 2006年（平成18年）
  - 3月18日：再度余裕時分の見直しと、乗降客数が特に多い京都・大阪・三ノ宮駅での停車時間を約2分とする変更が行われたため新快速も所要時間が伸び、再び京都駅基準でも00・15・30・45分発となった。また、日中の播州赤穂駅への直通列車は、姫路駅以西で4両から8両に変更。これにより従来8両固定編成をおもに充当していた近江今津駅・長浜駅発着の新快速を敦賀駅への乗り入れに備えて4+4両編成に変更。JR京都線の夕ラッシュ時の外側線を走行する快速が廃止。
  - 10月21日：北陸本線長浜駅 - 敦賀駅間と湖西線永原駅 - 近江塩津駅間が直流電化され、新快速のうち米原駅側の4両が湖西線または米原駅経由で近江塩津駅・敦賀駅まで直通運転を開始。これによって最長列車で総距離275.5 km、所要時間3時間59分の敦賀発米原経由播州赤穂行きが設定された。この改正で223系2000番台の6両編成同士連結の新快速運用がなくなり、これまでの米原駅・京都駅・姫路駅・網干駅に加え近江今津駅でも増解結が行われるようになる[注 38]。また、このころからほとんどの12(10)両編成の編成連結順序が変更され、米原駅側が4両、姫路駅側が8(6)両となった。
- 2008年（平成20年）3月15日：土曜・休日ダイヤの一部列車が編成増強。敦賀発米原経由播州赤穂行き新快速は、列車としてはつながっているものの、敦賀発は網干駅までとなり、全区間を直通する車両運用はなくなった[注 39][注 40]。
- 2009年（平成21年）3月14日：大阪駅を0時頃に発車していた快速（上下各2本ずつ）を、上下線とも0時00分発と0時25分発として新快速に種別を変更。下りの最終新快速列車である西明石行きは兵庫駅 → 西明石駅間で電車線での運転となった[39]。この改正で再び6両編成同士の12両の新快速運用が復活したほか、京都方面行きの2本は高槻駅から普通に変更された。これにより京都駅 - 高槻駅間での通過運転を行う快速は朝のみになる。
- 2010年（平成22年）12月1日：新快速・快速の一部に225系0番台を投入[40]。
- 2011年（平成23年）3月12日：南草津駅が新快速停車駅となる。土休日ダイヤの新快速の全列車が12両編成での運転となる（米原駅・近江今津駅 - 姫路駅間のみ）が、再び6両2本連結の定期新快速が廃止。
- 2013年（平成25年）3月16日：平日朝夕夜の新快速の12両編成運転の時間帯を拡大。平日朝に姫路発大阪行きで1本、夕方に大阪発姫路行きで2本、新快速が増発された。これに伴い、夕方下りに残っていた、外側線を走行する快速（須磨駅・垂水駅・舞子駅通過）は廃止された。土休日の一部の快速を京都駅 - 高槻駅間で各駅停車とする[41]。
- 2016年（平成28年）
  - 3月26日：昼間時間帯の大阪駅を発車する新快速と快速を、15分間隔のちょうど中間に当たる7.5分間隔で交互に発車する形に（同様に、20分間隔の運転となる時間帯は、大阪駅から10分間隔で交互に発車するダイヤに）して快速の運転時刻が若干変化したことと、摩耶駅開業によって普通がスピードダウンしたことに伴い、芦屋駅と三ノ宮駅における新快速と普通との相互接続が不成立[注 41]になり、高槻駅では新快速と一部のはるか停車列車専用のホーム供用開始に伴い、普通との同一ホーム乗換ができなくなる。昼間時間帯の新快速の播州赤穂駅発着を姫路駅発着に見直し、姫路駅 - 播州赤穂駅間の普通と接続する形に変更。朝の下り・夜の上りで運転していた快速の米原駅 - 大垣駅間直通を廃止した[42]。
  - 7月7日：225系100番台が営業運転を開始[43]。
- 2017年（平成29年）3月4日：新快速が快速運転を行う米原駅 - 姫路駅間で終日12両運転になる（平日夕方の大阪駅始発列車と京都駅8時20分発の米原行きを除く）[44]。
- 2018年（平成30年）3月17日：ダイヤ改正により、草津駅→大阪駅間にて土休日昼間の新快速を46年振りに増発（2本）[45]。同時間帯に運転されていた湖西線からの新快速は大阪止まりに変更された。
- 2019年（平成31年）3月16日：一部の新快速に有料座席「Aシート」を導入[46]。
- 2020年（令和2年）12月1日：新快速「Aシート」の一部座席を指定席に変更[47]。
- 2023年（令和5年）度：新快速・快速の使用車両を223系・225系に統一し、221系は主に大和路線・おおさか東線へ転用する予定[4]。
- 2024年（令和6年）10月5日：平日朝の上り快速4本に指定席「快速 うれしート」を導入[48]。